# Liste der Baudenkmäler in Dinkelsbühl/Kernstadt
Diese Liste ist eine Teilliste der Liste der Baudenkmäler in Dinkelsbühl. Grundlage der Liste ist die Bayerische Denkmalliste, die auf Basis des bayerischen Denkmalschutzgesetzes vom 1. Oktober 1973 erstmals erstellt wurde und seither durch das Bayerische Landesamt für Denkmalpflege geführt und aktualisiert wird. Die folgenden Angaben ersetzen nicht die rechtsverbindliche Auskunft der Denkmalschutzbehörde.

## Dinkelsbühl

### A
| Lage                                       | Objekt                                                                        | Beschreibung | Akten-Nr.               | Bild           |
| ------------------------------------------ | ----------------------------------------------------------------------------- | --- | ----------------------- | -------------- |
| Adlergäßlein 1 (Standort)                  | Ehemalige Dreikönigskapelle, jetzt simultane Kriegergedächtniskapelle         | Verputzter gotischer Saalbau mit eingezogenem Polygonalchor, 14. Jahrhundert, Turm 1835 bis auf das Untergeschoss abgetragen; mit Ausstattung | D-5-71-136-2 Wikidata   | weitere Bilder |
| Adlergäßlein 3 (Standort)                  | Ehemaliges Mesnerhaus                                                         | Schmaler dreigeschossiger Massivbau mit vorkragenden Fachwerk-Obergeschossen, Krüppelwalm und Firstöffnung, zweite Hälfte 15. Jahrhundert; mit Ausstattung                                                                                                   | D-5-71-136-3            | weitere Bilder |
| Adlergäßlein 5 (Standort)                  | Wohnhaus                                                                      | Zweigeschossiger giebelseitiger Satteldachbau mit vorkragendem Fachwerkgiebel, im Kern um 1500 | D-5-71-136-4            | weitere Bilder |
| Adlergäßlein 5 (Standort)                  | Nebengebäude                                                                  | Zweigeschossiger Querbau mit Krüppelwalmdach und angefügter Remise, zweite Hälfte 19. Jahrhundert | D-5-71-136-4            | weitere Bilder |
| Alte Promenade 26 (Standort)               | Bildstock                                                                     | Verputzte Nischenanlage, 15./16. Jahrhundert, mit Christus in der Rast, 18. Jahrhundert | D-5-71-136-10           | weitere Bilder |
| Alte Promenade 26 (Standort)               | Bildstock                                                                     | Verputzte Anlage mit Laterne, 15./16. Jahrhundert, mit neuzeitlichem Schmerzensmutterbild | D-5-71-136-9            | weitere Bilder |
| Alte Promenade, Nähe Haus Nr. 3 (Standort) | Bildstock                                                                     | Mit ausladendem Gehäuse, 15./16. Jahrhundert, mit erneuerten Tonreliefs | D-5-71-136-11           | weitere Bilder |
| Nähe Alte Promenade (Standort)             | Promenade                                                                     | Gärtnerisch gestaltete Allee auf dem ehemaligen Wall, angelegt um 1800 | D-5-71-136-5            | weitere Bilder |
| Alte Promenade, Südring 2 (Standort)       | Bildstock                                                                     | Verputzte Nischenanlage, 15./16. Jahrhundert, mit erneuertem Kreuztragungsrelief | D-5-71-136-8            | weitere Bilder |
| Altrathausplatz (Standort)                 | Laufbrunnen, sogenannter Löwenbrunnen                                         | Achteckige Brunneneinfassung aus Eisengussplatten mit Wappenornament, bezeichnet „1715“, steinerne Brunnensäule mit Löwe 16. Jahrhundert | D-5-71-136-27           | weitere Bilder |
| Altrathausplatz 1 (Standort)               | Wohn- und Geschäftshaus                                                       | Dreigeschossiges Walmdachhaus mit Zwerchhaus und Ecklisenen, 17./18. Jahrhundert | D-5-71-136-12           | weitere Bilder |
| Altrathausplatz 2 (Standort)               | Wohn- und Geschäftshaus                                                       | Giebelständiger dreigeschossiger Putzbau mit vorkragendem zweiten Obergeschoss und Giebel, Rundbogenportal und Satteldach, im Kern 15. Jahrhundert | D-5-71-136-13           | weitere Bilder |
| Altrathausplatz 3 (Standort)               | Wohn- und Geschäftshaus                                                       | Dreigeschossiges Giebelhaus mit Satteldach und teilweise verputztem Fachwerk, im Kern um 1500, Fassade 17. Jahrhundert | D-5-71-136-14           | weitere Bilder |
| Altrathausplatz 4 (Standort)               | Ehemaliges Katholisches Pfarrhaus, dann sogenanntes Schad’sches Patrizierhaus | Dreigeschossiges verputztes Giebelhaus mit vorkragendem zweiten Obergeschoss, steilem Satteldach und Steinportal im Stil der Renaissance, vermutlich 1545, Keller bezeichnet „1601“                                                                          | D-5-71-136-15           | weitere Bilder |
| Altrathausplatz 5 (Standort)               | Wohn- und Geschäftshaus                                                       | Zweigeschossiges Eckhaus mit steilem Satteldach und verputztem Fachwerk, bezeichnet „1542“, Portal 18. Jahrhundert | D-5-71-136-16           | weitere Bilder |
| Altrathausplatz 5 (Standort)               | Rückgebäude                                                                   | Zweigeschossiger Putzbau mit steilem Satteldach, 16. Jahrhundert | D-5-71-136-16           | weitere Bilder |
| Altrathausplatz 6 (Standort)               | Wohn- und Geschäftsgebäude                                                    | Zweigeschossiger traufseitiger Satteldachbau mit Putzgliederung und Fußgängerdurchlass, 18./19. Jahrhundert; zugehörig Stadtmauer | D-5-71-136-17           | weitere Bilder |
| Altrathausplatz 8 (Standort)               | Ehemalige Färberei, sogenannte Wörnitzfarb                                    | Zweigeschossiges, teilverputztes Satteldachhaus mit Rundbogenportal, 17. bis 19. Jahrhundert; zugehörig Stadtmauer | D-5-71-136-19           | weitere Bilder |
| Altrathausplatz 9 (Standort)               | Wohn- und Geschäftshaus                                                       | Zweigeschossiges verputztes Satteldachhaus mit großem Zwerchhaus, bezeichnet 1568, Veränderungen im 19. Jahrhundert | D-5-71-136-20           | weitere Bilder |
| Altrathausplatz 10 (Standort)              | Wohnhaus                                                                      | Zweigeschossiger Giebelbau mit Satteldach und verputztem Fachwerkgiebel, vor 1500 | D-5-71-136-21           | weitere Bilder |
| Altrathausplatz 11 (Standort)              | Wohn- und Geschäftshaus                                                       | Dreigeschossiges Giebelhaus mit vorkragendem, verputztem Fachwerk-Obergeschoss und Schopfwalmdach, vor 1600; zugehörig Stadtmauer | D-5-71-136-22           | weitere Bilder |
| Altrathausplatz 12 (Standort)              | Ehemaliges Patrizierhaus, sogenanntes Brandsches bzw. Künßberg-Haus           | Dreigeschossiges Giebelhaus mit Satteldach, verputztem Fachwerkgiebel und rückseitiger Veranda, 16. Jahrhundert, Portal mit Holztür, spätes 18. Jahrhundert                                                                                                  | D-5-71-136-24           | weitere Bilder |
| Nördlinger Straße 13 (Standort)            | Abschnitt der ehemaligen Gartenmauer                                          | Verputzter Back- und Bruchstein | D-5-71-136-24 zugehörig | BW             |
| Altrathausplatz 13 (Standort)              | Wohn- und Geschäftshaus                                                       | Zweigeschossiger Putzbau mit Satteldach und verputztem Fachwerk-Obergeschoss, vor 1500, rückseitige Portalrahmung des 18. Jahrhunderts | D-5-71-136-25           | weitere Bilder |
| Altrathausplatz 14 (Standort)              | Altes Rathaus                                                                 | Dreigeschossige Vierflügelanlage mit Sattel- und Krüppelwalmdach, unverputzter Quaderbau mit Spitzbogenportal und Freitreppe, im Kern 14. Jahrhundert, durchgreifende Umgestaltung und Erweiterung im 16. Jahrhundert, Wiederherstellung nach Brand von 1919 | D-5-71-136-26           | weitere Bilder |

### B
| Lage                                                | Objekt                          | Beschreibung | Akten-Nr.     | Bild           |
| --------------------------------------------------- | ------------------------------- | --- | ------------- | -------------- |
| Bärengasse, bei Nr. 1 und 2 (Standort)              | Ziehbrunnen                     | Steinerne Brunneneinfassung mit hölzernem Schwingbaum, 17./18. Jahrhundert | D-5-71-136-37 | weitere Bilder |
| Bärengasse 1 (Standort)                             | Wohnhaus                        | Zweigeschossiger Putzbau mit steilem Satteldach und Fachwerkgiebel, zweite Hälfte 16. Jahrhundert, bezeichnet „1932“                                                                       | D-5-71-136-30 | weitere Bilder |
| Bärengasse 2 (Standort)                             | Ehemalige Herberge              | Zweigeschossiger Satteldachbau mit vorkragendem Fachwerkgiebel, vor 1500 | D-5-71-136-31 | weitere Bilder |
| Bärengasse 4 (Standort)                             | Wohnhaus                        | Zweigeschossiger verputzter Traufseitbau mit Satteldach, 17. /18. Jahrhundert | D-5-71-136-33 | weitere Bilder |
| Bärengasse 6 (Standort)                             | Wohnhaus                        | Dreigeschossiges verputztes Giebelhaus, bezeichnet „1816“ | D-5-71-136-34 | weitere Bilder |
| Bärengasse 10 (Standort)                            | Wohnhaus                        | Zweigeschossiger Giebelbau mit Satteldach und Aufzugsbalken, vor 1500 | D-5-71-136-36 | weitere Bilder |
| Bäuerlinsgässlein 1; Bäuerlinsgässlein 2 (Standort) | Doppelhaus                      | Zweigeschossiger verputzter Fachwerkbau mit Satteldach, vor 1600 | D-5-71-136-38 | weitere Bilder |
| Bauhofstraße 2 (Standort)                           | Wohnhaus                        | Dreigeschossiger Giebelbau aus verputztem Fachwerk mit vorkragendem zweitem Obergeschoss und Giebel, vor 1600                                                                              | D-5-71-136-40 | weitere Bilder |
| Bauhofstraße 3 (Standort)                           | Wohn- und Geschäftshaus         | Zweigeschossiger Giebelbau mit Satteldach und Fachwerkgiebel, im Kern 16. Jahrhundert | D-5-71-136-41 | weitere Bilder |
| Bauhofstraße 4 (Standort)                           | Wohnhaus                        | Zweigeschossiger verputzter Säulenbau mit Satteldach und vorkragendem Obergeschoss, dendrochronologisch datiert 1291 und 1536                                                              | D-5-71-136-42 | weitere Bilder |
| Bauhofstraße 5; Nähe Hopfengässlein (Standort)      | Wohnhaus                        | Zweigeschossiger verputzter Giebelbau mit Satteldach, 16. Jahrhundert | D-5-71-136-43 | weitere Bilder |
| Bauhofstraße 5; Nähe Hopfengässlein (Standort)      | Nebengebäude                    | Rückwärtig, zweigeschossiger Steildachbau mit Fachwerk-Obergeschoss und -Giebel, 16. Jahrhundert                                                                                           | D-5-71-136-43 | weitere Bilder |
| Bauhofstraße 6 (Standort)                           | Wohn- und Geschäftshaus         | Zweigeschossiger verputzter Stockwerksbau mit steilem Satteldach, vor 1500 | D-5-71-136-44 | weitere Bilder |
| Bauhofstraße 8 (Standort)                           | Wohnhaus                        | Zweigeschossiger verputzter Giebelbau mit Rundbogenportal, 16. und 18. Jahrhundert | D-5-71-136-46 | weitere Bilder |
| Bauhofstraße 9 (Standort)                           | Wohn- und Geschäftshaus         | Dreigeschossiger schräg gestellter Giebelbau mit Satteldach sowie Fachwerk-Obergeschoss und -Giebel, 16. Jahrhundert                                                                       | D-5-71-136-47 | weitere Bilder |
| Bauhofstraße 10 (Standort)                          | Wohnhaus                        | Schmaler zweigeschossiger Giebelbau mit vorkragendem Obergeschoss, verputztes Fachwerk, vor 1600                                                                                           | D-5-71-136-48 | weitere Bilder |
| Bauhofstraße 11 (Standort)                          | Wohn- und Geschäftshaus         | Zweigeschossiger Giebelbau mit Satteldach und Fachwerk-Obergeschoss, vor 1600 | D-5-71-136-49 | weitere Bilder |
| Bauhofstraße 12 (Standort)                          | Wohnhaus                        | Zweigeschossiger verputzter Fachwerkbau mit Satteldach, im Kern 16. Jahrhundert | D-5-71-136-50 | weitere Bilder |
| Bauhofstraße 13; Bauhofstraße 15 (Standort)         | Doppelhaus                      | Dreigeschossiger Traufseitbau mit Satteldach und rückwärtiger Laube, teilweise verputztes Fachwerk, um 1500                                                                                | D-5-71-136-51 | weitere Bilder |
| Bauhofstraße 14 (Standort)                          | Wohnhaus                        | Dreigeschossiger Giebelbau in Ecklage, verputzter Fachwerkbau mit vorkragendem zweitem Obergeschoss und Halbwalmdach, um 1500, Veränderungen 19. Jahrhundert                               | D-5-71-136-52 | weitere Bilder |
| Bauhofstraße 16 (Standort)                          | Wohnhaus                        | Dreigeschossiges schmales Giebelhaus mit Satteldach, wohl verputztes Fachwerk, vor 1600 | D-5-71-136-54 | weitere Bilder |
| Bauhofstraße 18 (Standort)                          | Wohnhaus                        | Zweigeschossiger giebelständiger Putzbau mit Satteldach, vor 1500 | D-5-71-136-56 | weitere Bilder |
| Bauhofstraße 19 (Standort)                          | Wohnhaus                        | Zweigeschossiger Satteldachbau mit verputztem Fachwerk-Obergeschoss und -Giebel, 16. Jahrhundert, Umbau 1894                                                                               | D-5-71-136-57 | weitere Bilder |
| Bauhofstraße 20 (Standort)                          | Wohnhaus                        | Zweigeschossiger Giebelbau in Ecklage mit steilem Satteldach, verputzter Stockwerksbau mit leicht vorkragendem Obergeschoss, vor 1500                                                      | D-5-71-136-58 | weitere Bilder |
| Bauhofstraße 24 (Standort)                          | Wohnhaus                        | Zweigeschossiger verputzter Satteldachbau in Ecklage mit vorkragendem Giebel, um 1600 | D-5-71-136-59 | weitere Bilder |
| Bauhofstraße 25 (Standort)                          | Wohnhaus                        | Zweigeschossiger Giebelbau mit Satteldach und verputztem Fachwerkgiebel, 16./18. Jahrhundert                                                                                               | D-5-71-136-60 | weitere Bilder |
| Bauhofstraße 27 (Standort)                          | Wohnhaus                        | Zweigeschossiger Giebelbau mit Satteldach, verputztes Fachwerk, vor 1600 | D-5-71-136-61 | weitere Bilder |
| Bauhofstraße 29 (Standort)                          | Wohnhaus                        | Zweigeschossiger verputzter Fachwerkbau mit steilem Satteldach und vorkragendem Dachgiebel, im Kern spätmittelalterlich, bezeichnet „1766“, klassizistische Fassade Anfang 19. Jahrhundert | D-5-71-136-62 | weitere Bilder |
| Bauhofstraße 31 (Standort)                          | Wohnhaus                        | Zweigeschossiger Giebelbau mit vorkragendem verputztem Fachwerk-Obergeschoss und -Giebel, vor 1500                                                                                         | D-5-71-136-63 | weitere Bilder |
| Bauhofstraße 33 (Standort)                          | Wohnhaus                        | Zweigeschossiger Satteldachbau in Ecklage, verputztes Fachwerk, im Kern vor 1500 | D-5-71-136-64 | weitere Bilder |
| Bauhofstraße 35 (Standort)                          | Wohnhaus                        | Zweigeschossiger Giebelbau mit Satteldach und verputztem Fachwerk-Obergeschoss, 16. Jahrhundert, Fassade 19. Jahrhundert                                                                   | D-5-71-136-65 | weitere Bilder |
| Bauhofstraße 37 (Standort)                          | Wohnhaus                        | Zweigeschossiger Giebelbau mit Satteldach und vorkragendem, verputztem Fachwerk-Obergeschoss und -giebel, vor 1500                                                                         | D-5-71-136-66 | weitere Bilder |
| Bauhofstraße 39 (Standort)                          | Wohnhaus                        | Zweigeschossiger verputzter Giebelbau mit Satteldach, im Kern 16. Jahrhundert | D-5-71-136-67 | weitere Bilder |
| Bauhofstraße 41 (Standort)                          | Wohnhaus                        | Breiter zweigeschossiger Giebelbau mit Satteldach, verputztes Fachwerk, im Kern 16./17. Jahrhundert, Fassade mit Putzgliederung 19. Jahrhundert                                            | D-5-71-136-68 | weitere Bilder |
| Bauhofstraße 43 (Standort)                          | Ehemaliges städtisches Kornhaus | Sogenanntes Kinderzech-Zeughaus, großer zweigeschossiger Fachwerkbau über Quadersockel mit steilem Krüppelwalmdach, Obergeschoss vorkragend, um 1500                                       | D-5-71-136-69 | weitere Bilder |
| Bechhofener Straße (Standort)                       | Wegkapelle                      | Offene Kuppelnische mit Holzfigur der Immaculata, bezeichnet 1729, mit rückseitig vermauertem spätgotischem Bildstock mit Steinkruzifix, bezeichnet „1491“                                 | D-5-71-136-70 | Wegkapelle     |
| Bechhofener Straße (Standort)                       | Einfriedung                     | schmiedeeisern, in historisierendem Stil, letztes Viertel 19. Jh. | D-5-71-136-70 | BW             |
| Bechhofener Straße 1; Bechhofener Straße (Standort) | Villa                           | Dreigeschossiger hoch aufragender Massivbau mit Schopfwalmdach und Erkern, im historisierenden Heimatstil, von Albert Bauder, 1908                                                         | D-5-71-136-72 | weitere Bilder |
| Bechhofener Straße 1; Bechhofener Straße (Standort) | Einfriedung                     | Massive Pfeiler mit eingespanntem Holzzaun | D-5-71-136-72 | weitere Bilder |
| Bechhofener Straße 1; Bechhofener Straße (Standort) | Bildstock                       | Massiver verputzter Pfeiler, wohl noch 16. Jahrhundert | D-5-71-136-72 | weitere Bilder |
| Bechhofener Straße 2 a, neben der Straße (Standort) | Sühnekreuz                      | Spätmittelalterliches Steinkreuz | D-5-71-136-71 | weitere Bilder |
| Berggässlein 1 (Standort)                           | Wohnhaus                        | Zweigeschossiger verputzter Giebelbau mit Satteldach, 16./17. Jahrhundert | D-5-71-136-73 | weitere Bilder |
| Berggässlein 2 (Standort)                           | Wohnhaus                        | Zweigeschossiger Giebelbau mit Frackdach und verputztem Fachwerk, 16./17. Jahrhundert, im Kern älter                                                                                       | D-5-71-136-74 | weitere Bilder |
| Berggäßlein 3 (Standort)                            | Wohnhaus                        | Zweigeschossiger Giebelbau in Hanglage, verputztes Fachwerk mit Satteldach, 16./17. Jahrhundert                                                                                            | D-5-71-136-75 | weitere Bilder |

### C
| Lage                                      | Objekt                 | Beschreibung                                                                                          | Akten-Nr.      | Bild           |
| ----------------------------------------- | ---------------------- | --- | -------------- | -------------- |
| Christoph-von-Schmid-Gasse 2 (Standort)   | Wohnhaus               | Zweigeschossiger verputzter Satteldachbau, im Kern um 1600                                            | D-5-71-136-81  | weitere Bilder |
| Christoph-von-Schmid-Gasse 2 a (Standort) | Ehemaliges Rückgebäude | Erdgeschossiger Putzbau mit tief heruntergezogenem Satteldach, 18. Jahrhundert, Erweiterung nach 1825 | D-5-71-136-733 | weitere Bilder |
| Christoph-von-Schmid-Gasse 4 (Standort)   | Wohnhaus               | Schmaler zweigeschossiger Putzbau mit steilem Satteldach und Krangaube, verputztes Fachwerk, vor 1500 | D-5-71-136-82  | weitere Bilder |

### D
| Lage                                                                            | Objekt                                                 | Beschreibung | Akten-Nr.      | Bild                     |
| ------------------------------------------------------------------------------- | ------------------------------------------------------ | --- | -------------- | ------------------------ |
| Deutschhofberg 1 (Standort)                                                     | Wohnhaus                                               | Zweigeschossiger verputzter Giebelbau mit steilem Satteldach, im Kern vor 1500, Veränderungen im 17./18. Jahrhundert                                                                                  | D-5-71-136-84  | weitere Bilder           |
| Deutschhofberg 2 (Standort)                                                     | Wohnhaus                                               | Zweigeschossiger Steildachbau mit vorkragendem Giebeldreieck, verputztes Fachwerk, vor 1600 | D-5-71-136-85  | weitere Bilder           |
| Dönersberg 2 (Standort)                                                         | Wohnhaus                                               | Zweigeschossiger freistehender Satteldachbau mit vorkragendem Fachwerkgiebel, erste Hälfte 15. Jahrhundert                                                                                            | D-5-71-136-117 | weitere Bilder           |
| Dr.-Martin-Luther-Straße 1 (Standort)                                           | Ehemaliges drittes evangelisch-lutherisches Pfarrhaus  | Dreigeschossiger Satteldachbau in Ecklage mit vorkragenden Obergeschossen aus verputztem Fachwerk, vor 1600                                                                                           | D-5-71-136-86  | weitere Bilder           |
| Dr.-Martin-Luther-Straße 2 (Standort)                                           | Wohn- und Geschäftshaus                                | Zweigeschossiger Giebelbau mit steilem Satteldach, verputztes Fachwerk, vor 1500, Fassade 19. Jahrhundert                                                                                             | D-5-71-136-87  | weitere Bilder           |
| Dr.-Martin-Luther-Straße 3 (Standort)                                           | Wohn- und Geschäftshaus                                | Dreigeschossiger giebelständiger Steildachbau mit vorkragenden verputzten Fachwerk-Obergeschossen, vor 1800, geschnitzte Türflügel 19. Jahrhundert                                                    | D-5-71-136-88  | weitere Bilder           |
| Dr.-Martin-Luther-Straße 4 (Standort)                                           | Evangelisch-lutherisches Dekanat                       | Dreigeschossiger verputzter Giebelbau mit Satteldach, 18./19. Jahrhundert, im Kern älter | D-5-71-136-89  | weitere Bilder           |
| Dr.-Martin-Luther-Straße 5 (Standort)                                           | Wohn- und Geschäftshaus                                | Dreigeschossiger Eckbau mit steilem Satteldach, zweites vorkragendes Obergeschoss und Giebel verputztes Fachwerk, dendrochronologisch datiert 1394, Figurengruppe Flucht nach Ägypten 18. Jahrhundert | D-5-71-136-90  | weitere Bilder           |
| Dr.-Martin-Luther-Straße 5 (Standort)                                           | Figurengruppe                                          | Flucht nach Ägypten, 18. Jahrhundert | D-5-71-136-90  | weitere Bilder           |
| Vor ehemaligem Waisenhaus Dr.-Martin-Luther-Straße 6b (Standort)                | Ziehbrunnen                                            | Steinerne Brunneneinfassung mit hölzernem Schwingbaum | D-5-71-136-98  | Ziehbrunnen              |
| Dr.-Martin-Luther-Straße 7 (Standort)                                           | Ehemaliges Gasthaus zum Greifen                        | Dreigeschossiger Putzbau mit Treppengiebel, zweite Hälfte 16. Jahrhundert, Fassadengestaltung und Ausleger 18./19. Jahrhundert, Anbau 19. Jahrhundert, Gebäude im Inneren modernisiert                | D-5-71-136-95  | weitere Bilder           |
| Dr.-Martin-Luther-Straße 7 (Standort)                                           | Nebengebäude                                           | Zweigeschossiger Satteldachbau mit unverputztem Fachwerk-Obergeschoss, 17. Jahrhundert | D-5-71-136-95  | weitere Bilder           |
| Dr.-Martin-Luther-Straße 9 (Standort)                                           | Wohn- und Geschäftshaus                                | Zweigeschossiger Giebelbau mit Fachwerkgiebel, 16./17. Jahrhundert | D-5-71-136-97  | weitere Bilder           |
| Dr.-Martin-Luther-Straße 11 (Standort)                                          | Wohn- und Geschäftshaus                                | Viergeschossiger schmaler Giebelbau mit steilem Satteldach, zweites und drittes Obergeschoss sowie Giebel vorkragend, vor 1500                                                                        | D-5-71-136-99  | weitere Bilder           |
| Dr.-Martin-Luther-Straße 13 (Standort)                                          | Wohn- und Geschäftshaus                                | Dreigeschossiger Giebelbau mit steilem Satteldach, Fachwerk-Obergeschossen und -giebel und auskragendem zweitem Obergeschoss, vor 1600                                                                | D-5-71-136-101 | weitere Bilder           |
| Dr.-Martin-Luther-Straße 15 (Standort)                                          | Wohnhaus                                               | Zweigeschossiges Eckgebäude mit Satteldach, Fachwerk-Obergeschoss und -giebel und Freitreppe, bezeichnet „1680“                                                                                       | D-5-71-136-103 | weitere Bilder           |
| Dr.-Martin-Luther-Straße 15a (Standort)                                         | Rückgebäude                                            | Zweigeschossiger Satteldachbau mit Fachwerk-Obergeschoss und -giebel, Torbogen, 17. /18. Jahrhundert                                                                                                  | D-5-71-136-103 | weitere Bilder           |
| Dr.-Martin-Luther-Straße 16 (Standort)                                          | Ehemaliges Schleusenhaus und Eichamt                   | Zweigeschossiger traufseitiger Satteldachbau mit Fachwerkgiebel, 1658 | D-5-71-136-104 | weitere Bilder           |
| Dr.-Martin-Luther-Straße 17 (Standort)                                          | Wohnhaus                                               | Zweigeschossiger giebelständiger Steildachbau mit verputztem Fachwerk, vor 1500 | D-5-71-136-105 | weitere Bilder           |
| Dr.-Martin-Luther-Straße 18 (Standort)                                          | Ehemaliges Gartenhaus                                  | Eingeschossiger kubischer Mansardwalmdachbau mit barocker Putzgliederung, 18. Jahrhundert, anschließend zweigeschossiges Gasthaus mit Satteldach, nach 1825; zugehöriger Garten                       | D-5-71-136-106 | weitere Bilder           |
| Dr.-Martin-Luther-Straße 18 (Standort)                                          | Gasthaus                                               | Zweigeschossiger Satteldachbau, nach 1825 | D-5-71-136-106 | Gasthaus                 |
| Dr.-Martin-Luther-Straße 18 a (Standort)                                        | Nebengebäude                                           | Quergelagerter zweigeschossiger Walmdachbau mit barocker Putzgliederung, 18. Jahrhundert | D-5-71-136-106 | weitere Bilder           |
| Dr.-Martin-Luther-Straße 18 (Standort)                                          | Garten                                                 | | D-5-71-136-106 | Garten                   |
| Dr.-Martin-Luther-Straße 17 (Standort)                                          | ehemalige Scheune                                      | Zweigeschossiger verputzter Satteldachbau mit Fachwerk-Obergeschoss, vor 1500 | D-5-71-136-108 | weitere Bilder           |
| Dr.-Martin-Luther-Straße 19 (Standort)                                          | Wohn- und Geschäftshaus                                | Schmaler dreigeschossiger Giebelbau in Ecklage mit Satteldach und vorkragendem zweitem Fachwerk-Obergeschoss, vor 1600                                                                                | D-5-71-136-108 | weitere Bilder           |
| Dr.-Martin-Luther-Straße 20 (Standort)                                          | Ehemaliges Doppelhaus                                  | Zweigeschossiger Satteldachbau mit Putzgliederung, um 1800, östlich Treppenhausanbau, bezeichnet „1920“                                                                                               | D-5-71-136-109 | weitere Bilder           |
| Dr.-Martin-Luther-Straße 20 (Standort)                                          | Gartenhaus                                             | Kleiner kubischer Walmdachbau, 18. Jahrhundert | D-5-71-136-109 | weitere Bilder           |
| bei Dr.-Martin-Luther-Straße 20 (Standort)                                      | Ziehbrunnen                                            | Massive Brunneneinfassung mit erneuertem hölzernem Schwingbaum | D-5-71-136-77  | Ziehbrunnen              |
| Dr.-Martin-Luther-Straße 21 (Standort)                                          | Wohnhaus                                               | Zweigeschossiger giebelständiger Putzbau mit steilem Satteldach, 17./18. Jahrhundert | D-5-71-136-110 | weitere Bilder           |
| Dr.-Martin-Luther-Straße 23 (Standort)                                          | Wohnhaus                                               | Zweigeschossiger verputzter Walmdachbau, 18. Jahrhundert | D-5-71-136-111 | weitere Bilder           |
| Dr.-Martin-Luther-Straße 25 (Standort)                                          | Wohnhaus                                               | Verputzter Walmdachbau über unregelmäßigem Grundriss, 18. Jahrhundert; zugehörig Stadtmauer | D-5-71-136-112 | weitere Bilder           |
| Dr.-Martin-Luther-Straße 29; Ellwanger Straße 4; Nähe Neue Promenade (Standort) | Stadtpark auf dem ehemaligen Wall der Stadtbefestigung | Künstlerisch gestaltete Anlage mit Lindenallee, 1884 | D-5-71-136-343 | weitere Bilder           |
| Dr.-Martin-Luther-Straße 29, im Stadtpark (Standort)                            | Felspyramide                                           | Künstlich errichtet aus Tuffstein, bezeichnet „1813“, „1863“, „1910“ | D-5-71-136-343 | Felspyramide             |
| Dr.-Martin-Luther-Straße 29, im Stadtpark (Standort)                            | Denkmal des Dinkelbauern                               | Lebensgroße Eisenfigur auf Steinsockel, um 1870/80 | D-5-71-136-343 | Denkmal des Dinkelbauern |
| Dr.-Martin-Luther-Straße 29, im Stadtpark (Standort)                            | Ruhebank                                               | Aus Sandsteinquadern, Mitte 19. Jahrhundert | D-5-71-136-343 | Ruhebank                 |
| Dr.-Martin-Luther-Straße 31 (Standort)                                          | Ehemaliges Gartenhaus                                  | Zweigeschossiger Putzbau mit Walmdach, 18. Jahrhundert | D-5-71-136-115 | weitere Bilder           |
| Nähe Dr.-Martin-Luther-Straße (Standort)                                        | Zwingergarten, sogenannter Schwarzländer Garten        | Von Apotheker Stefanelli angelegter Biedermeiergarten mit Gartensaal hinter der Stadtmauer | D-5-71-136-739 | weitere Bilder           |
| Drysatz 2 (Standort)                                                            | Ehemalige Scheune                                      | Zweigeschossiger Satteldachbau mit vorkragendem Obergeschoss und Dachgiebel, verputzter Stockwerksbau, im Kern um 1500                                                                                | D-5-71-136-118 | weitere Bilder           |
| Drysatz 3 (Standort)                                                            | Wohnhaus                                               | Zweigeschossiger giebelständiger Putzbau auf hohem Sockelgeschoss, mit Steilsatteldach, 17./18. Jahrhundert                                                                                           | D-5-71-136-119 | weitere Bilder           |
| Drysatz 4 (Standort)                                                            | Ehemalige Scheune                                      | Erdgeschossiger Massivbau mit Satteldach, im Kern 18. Jahrhundert | D-5-71-136-366 | weitere Bilder           |
| Nähe Drysatz (Standort)                                                         | Gartenmauer                                            | Verputzter Backstein, 18. Jahrhundert | D-5-71-136-366 | weitere Bilder           |
| Nähe Drysatz (Standort)                                                         | Ehemalige Scheune                                      | Erdgeschossiger massiver Walmdachbau mit rundbogigen Toreinfahrten und runden Öffnungen, frühes 18. Jahrhundert                                                                                       | D-5-71-136-765 | weitere Bilder           |

### E
| Lage                                           | Objekt                                                                           | Beschreibung | Akten-Nr.      | Bild           |
| ---------------------------------------------- | -------------------------------------------------------------------------------- | --- | -------------- | -------------- |
| Ellwanger Straße 2 (Standort)                  | Ehemaliges Gartenhaus                                                            | Schlichter Walmdachbau mit zwei Geschossen, nach 1825; Garteneinfriedung mit Toreingang, massiv, 18. Jahrhundert                                                             | D-5-71-136-121 | weitere Bilder |
| Ellwanger Straße 3 (Standort)                  | Ehemaliges Gasthaus Drei Linden                                                  | Eingeschossiger verputzter Satteldachbau auf hohem Kellergeschoss, 17./18. Jahrhundert, quer gestellter Flügel zweigeschossig, mit Schopfwalm, 18. Jahrhundert; Lindengruppe | D-5-71-136-122 | weitere Bilder |
| Ellwanger Straße 4 (Standort)                  | Kleinhaus                                                                        | Fachwerk, 18. Jahrhundert | D-5-71-136-123 | weitere Bilder |
| Elsassergasse 1; Elsassergasse 3 (Standort)    | Doppelhaus, sogenannte Kaserne                                                   | Dreigeschossiger verputzter Traufseitbau mit Satteldach mit Fußwalm, Stockwerksbau, vor 1500, Erweiterung um 1550                                                            | D-5-71-136-124 | weitere Bilder |
| Elsassergasse 2 (Standort)                     | Wohn- und Geschäftshaus                                                          | Dreigeschossiger Giebelbau mit Satteldach und vorkragenden Fachwerk-Obergeschossen, vor 1600                                                                                 | D-5-71-136-125 | weitere Bilder |
| Elsassergasse 4 (Standort)                     | Wohn- und Geschäftshaus                                                          | Zweigeschossiger Giebelbau mit Satteldach und vorkragendem Fachwerk-Obergeschoss und -giebel, vor 1500                                                                       | D-5-71-136-127 | weitere Bilder |
| Elsassergasse 5 (Standort)                     | Wohnhaus                                                                         | Zweigeschossiger Giebelbau mit Steildach und verputztem Fachwerk-Obergeschoss und -giebel, vor 1600                                                                          | D-5-71-136-128 | weitere Bilder |
| Elsassergasse 6 (Standort)                     | Wohnhaus                                                                         | Dreigeschossiger Giebelbau mit Satteldach und vorkragenden Fachwerk-Obergeschossen und -giebel, vor 1600                                                                     | D-5-71-136-129 | weitere Bilder |
| Elsassergasse 7 (Standort)                     | Wohnhaus                                                                         | Zweigeschossiger verputzter Stockbau mit vorkragendem Giebeldreieck und Satteldach, vor 1500                                                                                 | D-5-71-136-130 | weitere Bilder |
| Elsassergasse 8 (Standort)                     | Wohnhaus                                                                         | Dreigeschossiger Giebelbau mit Satteldach und vorkragendem Obergeschoss, verputztes Fachwerk, vor 1600                                                                       | D-5-71-136-131 | weitere Bilder |
| Elsassergasse 9 (Standort)                     | Ehemaliges städtisches Zeughaus, sogenanntes Kleines Zeughaus, dann Lateinschule | Großer dreigeschossiger Traufseitbau mit Steildach und zwei kleinen Figurennischen, wohl verputztes Fachwerk, um 1600                                                        | D-5-71-136-132 | weitere Bilder |
| Elsassergasse 10 (Standort)                    | Wohn- und Geschäftshaus                                                          | Zweigeschossiger giebelständiger Satteldachbau mit verputztem vorkragendem Fachwerk-Obergeschoss und -giebel, vor 1500                                                       | D-5-71-136-133 | weitere Bilder |
| Elsassergasse 11 (Standort)                    | Wohnhaus                                                                         | Schmaler dreigeschossiger Giebelbau mit steilem Satteldach und verputzten Fachwerk-Obergeschossen und -Giebel, um 1500                                                       | D-5-71-136-134 | weitere Bilder |
| Elsassergasse 12 (Standort)                    | Wohnhaus                                                                         | Zweigeschossiger verputzter Fachwerkbau mit steilem Satteldach und vorkragendem Giebeldreieck, um 1400                                                                       | D-5-71-136-135 | weitere Bilder |
| Elsassergasse 13 (Standort)                    | Wohnhaus                                                                         | Zweigeschossiger Giebelbau mit steilem Satteldach, im Kern 17. Jahrhundert                                                                                                   | D-5-71-136-136 | weitere Bilder |
| Elsassergasse 14 (Standort)                    | Wohnhaus                                                                         | Breit gelagerter zweigeschossiger Traufseitbau mit steilem Satteldach und ehemaliger Aufzugsgaube, im Kern 17. Jahrhundert                                                   | D-5-71-136-137 | weitere Bilder |
| Elsassergasse 15 (Standort)                    | Wohnhaus                                                                         | Zweigeschossiger verputzter Giebelbau mit Satteldach und Fachwerk-Giebel, im Kern 17. Jahrhundert                                                                            | D-5-71-136-138 | weitere Bilder |
| Elsassergasse 16 (Standort)                    | Wohnhaus                                                                         | Zweigeschossiger giebelständiger Satteldachbau auf hohem Sockelgeschoss, im Kern 16./17. Jahrhundert, Putzgliederung 19. Jahrhundert                                         | D-5-71-136-139 | weitere Bilder |
| Elsassergasse 18 (Standort)                    | Wohn- und Geschäftshaus                                                          | Zweigeschossiger Giebelbau mit steilem Satteldach und verputztem Fachwerk-Obergeschoss und -Giebel, 16. bis 18. Jahrhundert                                                  | D-5-71-136-140 | weitere Bilder |
| Elsassergasse 20; Nähe Ladegässlein (Standort) | Wohnhaus                                                                         | Dreigeschossiger Satteldachbau in Ecklage mit weit vorkragenden verputzten Fachwerk-Obergeschossen und -Giebel, um 1400                                                      | D-5-71-136-141 | weitere Bilder |
| Elsassergasse 20; Nähe Ladegässlein (Standort) | Ehemalige Scheune                                                                | Zweigeschossiger Giebelbau mit Satteldach und vorkragendem Fachwerk-Obergeschoss, 16. Jahrhundert                                                                            | D-5-71-136-141 | weitere Bilder |
| Elsassergasse 22 (Standort)                    | Wohnhaus                                                                         | Zweigeschossiger Giebelbau mit Satteldach und verputztem Fachwerk-Obergeschoss und -Giebel, vor 1500                                                                         | D-5-71-136-142 | weitere Bilder |
| Elsassergasse 24 (Standort)                    | Ehemaliges Nebengebäude                                                          | Zweigeschossiger Putzbau mit Satteldach, im Kern wohl 16. Jahrhundert | D-5-71-136-143 | weitere Bilder |

### F
| Lage                                           | Objekt                                     | Beschreibung | Akten-Nr.                | Bild           |
| ---------------------------------------------- | ------------------------------------------ | --- | ------------------------ | -------------- |
| Feuchtwanger Straße 4, 4 a (Standort)          | Ehemaliger Gasthof                         | Zweigeschossiger verputzter Walmdachbau mit Zwerchgiebel und Toreinfahrt, im Kern 18. Jahrhundert, zweigeschossiger Anbau mit Walmdach, 19. Jahrhundert | D-5-71-136-144           | weitere Bilder |
| Feuchtwanger Straße 6 (Standort)               | Wohnhaus                                   | Zweigeschossiger Putzbau mit Satteldach und kleinem Zwerchhaus, Mitte 19. Jahrhundert | D-5-71-136-145           | weitere Bilder |
| Fischergäßlein (Standort)                      | Scheune                                    | Erdgeschossiger Fachwerkbau mit Satteldach, 19. Jahrhundert | D-5-71-136-147           | weitere Bilder |
| Fladergasse 1 (Standort)                       | Wohnhaus                                   | Zweigeschossiger verputzter Fachwerkbau mit Satteldach und weit vorkragendem Obergeschoss, um 1400, im Inneren entkernt | D-5-71-136-148           | weitere Bilder |
| Fladergasse 2 (Standort)                       | Wohnhaus                                   | Erdgeschossiger verputzter Giebelbau mit Satteldach, im Kern 16. Jahrhundert | D-5-71-136-149           | weitere Bilder |
| Fladergasse 4, Nördlinger Straße 10 (Standort) | Gasthof                                    | Dreiseitig freistehender, dreigeschossiger Putzbau mit Walmdach und Aufzugserker, vor 1600, seitlicher Korbbogeneingang bezeichnet „1794“ | D-5-71-136-353           | weitere Bilder |
| Fladergasse 7 (Standort)                       | Wohnhaus                                   | Zweigeschossiger Traufseitbau mit Satteldach, vorkragendem Giebeldreieck und Aufzugserker, verputztes Fachwerk, im Kern 15. Jahrhundert | D-5-71-136-152           | weitere Bilder |
| Fladergasse 9 (Standort)                       | Wohnhaus                                   | Zweigeschossiger traufständiger Satteldachbau mit giebelseitig vorkragendem Obergeschoss und Giebeldreieck, verputztes Fachwerk, vor 1500, Umbau bezeichnet „1623“ | D-5-71-136-153           | weitere Bilder |
| Fladergasse 11, 13 (Standort)                  | Doppelhaus                                 | Zweigeschossiger Traufseitbau mit Satteldach, 16./17. Jahrhundert, Toreinfahrt, massiv, 16./17. Jahrhundert | D-5-71-136-154           | weitere Bilder |
| Fladergasse 11, 13 (Standort)                  | Hausfigur der Dreifaltigkeit               | 17. Jahrhundert | D-5-71-136-154 zugehörig | weitere Bilder |
| Fladergasse 15 (Standort)                      | Wohnhaus                                   | Sehr schmaler dreigeschossiger Giebelbau mit Satteldach und leicht vorkragendem zweiten Obergeschoss und Giebel, wohl verputzter Stockwerksbau, vor 1600 | D-5-71-136-155           | weitere Bilder |
| Fladergasse 19 (Standort)                      | Wohnhaus                                   | Zweigeschossiger Giebelbau mit Satteldach, 15./16. Jahrhundert, Putzgliederung der Fassade 18. Jahrhundert | D-5-71-136-157           | weitere Bilder |
| Föhrenberggasse 1 (Standort)                   | Scheune                                    | Giebelseitiger Fachwerkbau mit Satteldach und dreifach vorkragendem Giebel, dendrochronologisch datiert 1443 und bezeichnet „1552“ | D-5-71-136-158           | weitere Bilder |
| Föhrenberggasse 3 (Standort)                   | Wohnhaus                                   | Erdgeschossiger Putzbau mit Mansardwalmdach und Zwerchhaus, spätes 18. Jahrhundert | D-5-71-136-160           | weitere Bilder |
| Föhrenberggasse 6 (Standort)                   | Wohnhaus                                   | Zweigeschossiger Giebelbau mit Satteldach und vorkragendem Obergeschoss und Giebeldreieck, verputztes Fachwerk, vor 1500 | D-5-71-136-162           | weitere Bilder |
| Föhrenberggasse 10 (Standort)                  | Ehemaliges Gasthaus                        | Zweigeschossiger Putzbau mit Walmdach und seitlicher überdachter Treppe, sogenannte Nürnberger Stiege, vermutlich 17. Jahrhundert | D-5-71-136-163           | weitere Bilder |
| Föhrenberggasse 14 (Standort)                  | Wohnhaus                                   | Zweigeschossiger verputzter Giebelbau mit Satteldach, 17. Jahrhundert | D-5-71-136-165           | weitere Bilder |
| Föhrenberggasse 15 (Standort)                  | Wohnhaus                                   | Kleiner erdgeschossiger Giebelbau mit steilem Satteldach, verputztes Fachwerk, vor 1500 | D-5-71-136-161           | weitere Bilder |
| Föhrenberggasse 16 (Standort)                  | Wohnhaus                                   | Zweigeschossiger Giebelbau mit Satteldach und vorkragendem Giebeldreieck, wohl verputzter Säulenbau, vor 1500 | D-5-71-136-166           | weitere Bilder |
| Föhrenberggasse 20 (Standort)                  | Wohnhaus                                   | Zweigeschossiger Giebelbau mit Satteldach, verputztes Fachwerk, vor 1600 | D-5-71-136-168           | weitere Bilder |
| Föhrenberggasse 22 (Standort)                  | Wohnhaus                                   | Schmaler zweigeschossiger Giebelbau aus verputztem Fachwerk mit steilem Satteldach, vor 1500, traufseitiger Anbau 19. Jahrhundert | D-5-71-136-169           | weitere Bilder |
| Föhrenberggasse 28 (Standort)                  | Wohnhaus                                   | Zweigeschossiger Giebelbau mit vorkragendem Obergeschoss, verputztes Fachwerk, vor 1600 | D-5-71-136-170           | weitere Bilder |
| Föhrenberggasse 30 (Standort)                  | Ehemaliges Deutschordenshaus               | Querrechteckig geschlossene Vierflügelanlage mit drei Geschossen und Walmdach, repräsentativ gestalteter Mittelrisalit, massiver Putzbau mit Hauskapelle, Nordwestflügel im Kern von Wilhelm Heinrich Beringer, 1709, Neubau von Matthias Binder 1760/64; mit Ausstattung | D-5-71-136-171           | weitere Bilder |
| Föhrenberggasse 32 (Standort)                  | Wohnhaus                                   | Zweigeschossiger Giebelbau mit steilem Satteldach und vorkragendem Giebeldreieck, traufseitiger Anbau, 18. Jahrhundert | D-5-71-136-172           | weitere Bilder |
| Föhrenberggasse 34 (Standort)                  | Wohnhaus                                   | Zweigeschossiger traufseitiger Satteldachbau, im Kern verputztes Fachwerk, um 1600 | D-5-71-136-173           | weitere Bilder |
| Föhrenberggasse 38 (Standort)                  | Ehemalige Stadtmühle, sogenannte Rossmühle | Breit gelagerter erdgeschossiger Giebelbau mit steilem Satteldach und Stützmauerungen, verputzter Massivbau, bezeichnet „1582/83“ | D-5-71-136-174           | weitere Bilder |

### G
| Lage                   | Objekt                | Beschreibung | Akten-Nr.      | Bild           |
| ---------------------- | --------------------- | --- | -------------- | -------------- |
| Gansberg 1 (Standort)  | Gasthaus Goldene Gans | Dreigeschossiger Steildachbau mit Kranausleger und -luken, sowie verputztem und vorkragendem zweitem Fachwerk-Obergeschoss und -Giebel, vor 1600 | D-5-71-136-502 | weitere Bilder |
| Gansberg 4 (Standort)  | Wohnhaus              | Zweigeschossiger verputzter Walmdachbau, 18./19. Jahrhundert                                                                                     | D-5-71-136-175 | weitere Bilder |
| Gansberg 5 (Standort)  | Wohnhaus              | Zweigeschossiger Putzbau mit Satteldach und vorkragendem Obergeschoss, verputztes Fachwerk, vor 1500                                             | D-5-71-136-176 | weitere Bilder |
| Gansberg 6 (Standort)  | Ehemaliges Doppelhaus | Zweigeschossiger Giebelbau mit steilem Satteldach, wohl verputzter Fachwerkbau, vor 1500                                                         | D-5-71-136-177 | weitere Bilder |
| Gansberg 8 (Standort)  | Wohnhaus              | Zweigeschossiger Giebelbau mit steilem Satteldach und vorkragendem Obergeschoss, verputztes Fachwerk, vor 1500                                   | D-5-71-136-178 | weitere Bilder |
| Gansberg 12 (Standort) | Wohnhaus              | Zweigeschossiger Giebelbau mit steilem Satteldach und Fachwerk-Giebel, im Kern 16. Jahrhundert                                                   | D-5-71-136-180 | weitere Bilder |

### H
| Lage                                  | Objekt            | Beschreibung | Akten-Nr.      | Bild           |
| ------------------------------------- | ----------------- | --- | -------------- | -------------- |
| Hintere Priestergasse 1 (Standort)    | Wohnhaus          | Zweigeschossiger kleiner Giebelbau mit steilem Satteldach, verputztes Fachwerk, vor 1500, Hausfigur 18. Jahrhundert          | D-5-71-136-181 | weitere Bilder |
| Hintere Priestergasse 2 (Standort)    | Wohnhaus          | Schmaler dreigeschossiger Giebelbau mit Satteldach, verputztes Fachwerk, vor 1600                                            | D-5-71-136-182 | weitere Bilder |
| Hintere Priestergasse 3 (Standort)    | Wohnhaus          | Zweigeschossiger Giebelbau mit Satteldach und vorkragendem verputztem Fachwerk-Giebel, vor 1500                              | D-5-71-136-183 | weitere Bilder |
| Hintere Priestergasse 4 (Standort)    | Wohnhaus          | Dreigeschossiger schmaler Satteldachbau mit rückwärtig vorkragendem Obergeschoss, verputzter Stockwerksbau, um 1500          | D-5-71-136-184 | weitere Bilder |
| Hintere Priestergasse 5 (Standort)    | Wohnhaus          | Zweigeschossiger Giebelbau mit steilem Satteldach, verputztes Fachwerk, vor 1500                                             | D-5-71-136-185 | weitere Bilder |
| Nähe Hintere Priestergasse (Standort) | Ehemalige Scheune | Traufseitiger Fachwerkbau mit steilem Satteldach, vor 1500                                                                   | D-5-71-136-185 | weitere Bilder |
| Hintere Priestergasse 6 (Standort)    | Wohnhaus          | Zweigeschossiger Giebelbau auf Sockelgeschoss mit Satteldach, Fachwerk-Obergeschoss und -Giebel, im Kern 15./16. Jahrhundert | D-5-71-136-186 | weitere Bilder |
| Hintere Priestergasse 8 (Standort)    | Wohnhaus          | Zweigeschossiger Giebelbau mit Satteldach und Kranausleger, verputztes Fachwerk, um 1600                                     | D-5-71-136-187 | weitere Bilder |
| Hintere Priestergasse 10 (Standort)   | Wohnhaus          | Breit gelagerter zweigeschossiger Giebelbau mit Satteldach und Fachwerk-Obergeschoss und -Giebel, 16. Jahrhundert            | D-5-71-136-188 | weitere Bilder |

### I
| Lage                           | Objekt                | Beschreibung                                                                                       | Akten-Nr.      | Bild           |
| ------------------------------ | --------------------- | -------------------------------------------------------------------------------------------------- | -------------- | -------------- |
| Innerer Gartenweg 4 (Standort) | Ehemaliges Gartenhaus | Zweigeschossiger massiver Putzbau mit Walmdach, 18. Jahrhundert                                    | D-5-71-136-189 | weitere Bilder |
| Inselweg 1 (Standort)          | Wohnhaus              | Zweigeschossiger Eckbau mit steilem Satteldach und vorkragenden Giebelfachwerkgeschossen, vor 1600 | D-5-71-136-190 | weitere Bilder |
| Inselweg 2 (Standort)          | Ehemaliges Lagerhaus  | Zweigeschossiger Satteldachbau mit Fachwerk-Obergeschoss und -Giebel, 16./17. Jahrhundert          | D-5-71-136-191 | weitere Bilder |
| Inselweg 4 (Standort)          | Wohnhaus              | Zweigeschossiger Giebelbau mit steilem Satteldach, 18. Jahrhundert, Verbreiterung 19. Jahrhundert  | D-5-71-136-192 | weitere Bilder |

### K
| Lage                           | Objekt                                                                | Beschreibung | Akten-Nr.                | Bild           |
| ------------------------------ | --------------------------------------------------------------------- | --- | ------------------------ | -------------- |
| Kapuzinerweg 1 (Standort)      | Wohnhaus, sogenannter Schlund                                         | Zweigeschossiger Traufseitbau mit steilem Satteldach, Aufzugsgaube und stark vorkragendem Fachwerk-Obergeschoss, vor 1600                                                       | D-5-71-136-193           | weitere Bilder |
| Kapuzinerweg 2 (Standort)      | Ehemaliges Kapuzinerkloster                                           | Im Kern 1622/28, Umbau 1834 und Erweiterung sowie teilweise Erneuerung durch die Armen Schulschwestern 1908                                                                     | D-5-71-136-194           | weitere Bilder |
| Kapuzinerweg 4 (Standort)      | Ehemalige Klosterkirche                                               | Schlichter Saalbau mit eingezogenem Rechteckchor und Seitenkapelle auf der Ostseite; mit Ausstattung                                                                            | D-5-71-136-194           | weitere Bilder |
| Kapuzinerweg 2, 4 (Standort)   | Ehemaliges Klostergebäude                                             | Einfach gestaltete Vierflügelanlage mit drei Geschossen und Walmdach | D-5-71-136-194 zugehörig | weitere Bilder |
| Kapuzinerweg 2, 4 (Standort)   | Einfriedung des ehemaligen Kapuzinergartens                           | Massiv | D-5-71-136-194 zugehörig | weitere Bilder |
| Kapuzinerweg 2, 4 (Standort)   | Ehemaliger Klostergarten                                              | | D-5-71-136-194 zugehörig | weitere Bilder |
| Kapuzinerweg 7 (Standort)      | Kreuzkapelle                                                          | Gemauerte Nische mit lebensgroßer Kreuzgruppe von Jakob Strobel und Fresken von Johann Michael Merz, ummauertem Vorplatz und Freitreppe, 1729                                   | D-5-71-136-200           | weitere Bilder |
| Kapuzinerweg 9 (Standort)      | Gartenhaus                                                            | Kleiner eingeschossiger Putzbau mit Walmdach, 18. Jahrhundert | D-5-71-136-198           | weitere Bilder |
| Kirchhöflein 1, 2 (Standort)   | Ehemalige katholische, deutsche und lateinische Schule                | Dreiflügelanlage | D-5-71-136-201           | weitere Bilder |
| Kirchhöflein 1, 2 (Standort)   | Ehemalige Gartenmauer mit Spitzbogenportal und barockem Volutenportal | Bezeichnet „1547“, 18. Jahrhundert | D-5-71-136-201           | weitere Bilder |
| Kirchhöflein 3 (Standort)      | Doppelhaus und ehemaliges katholisches Mesnerhaus                     | Dreigeschossiger Putzbau in Ecklage mit steilem Satteldach, Kranluken und -auslegern sowie vorkragenden Obergeschossen, bezeichnet „1544“                                       | D-5-71-136-202           | weitere Bilder |
| Kirchhöflein 4 (Standort)      | Ehemaliges katholisches Benefiziatenhaus                              | Dreigeschossiges Eckhaus mit Walmdach und polygonalem Treppenturm, vor 1600 | D-5-71-136-203           | weitere Bilder |
| Kirchhöflein 5 (Standort)      | Wohnhaus                                                              | Zweigeschossiger Eckbau mit steilem Satteldach und teilweise vorkragendem Obergeschoss, verputztes Fachwerk, vor 1600                                                           | D-5-71-136-204           | weitere Bilder |
| Kirchhöflein 6 (Standort)      | Ehemalige landwirtschaftliche Berufsschule                            | Zweigeschossiger Walmdachbau auf hohem Sockelgeschoss mit Zwerchhaus und Putzgliederung, 1786                                                                                   | D-5-71-136-205           | weitere Bilder |
| Kirchhöflein 6 (Standort)      | Teil der ehemaligen Einfriedungsmauer                                 | Verputzter Werkstein, 19. Jahrhundert | D-5-71-136-205           | weitere Bilder |
| Kirchhöflein 6, 7 (Standort)   | Kreuz                                                                 | Gusseisernes Kruzifix, 19. Jahrhundert | D-5-71-136-208           | weitere Bilder |
| Klostergasse 1 (Standort)      | Ehemaliges Karmelitenkloster                                          | Dreigeschossige verputzte Dreiflügelanlage mit Walmdach und Geschossgliederung, im Innenhof Arkaden mit Grabdenkmälern, 1700–1722; mit Ausstattung                              | D-5-71-136-209           | weitere Bilder |
| Klostergasse 3 (Standort)      | Wohn- und Geschäftshaus                                               | Zweigeschossiger verputzter Giebelbau in Ecklage mit vorkragendem Giebel und Satteldach, bezeichnet „1771“                                                                      | D-5-71-136-210           | weitere Bilder |
| Klostergasse 4 (Standort)      | Wohn- und Geschäftshaus                                               | Dreigeschossiger verputzter Giebelbau mit Krüppelwalmdach, 16./17. Jahrhundert                                                                                                  | D-5-71-136-211           | weitere Bilder |
| Klostergasse 5 (Standort)      | Wohn- und Geschäftshaus                                               | Zweigeschossiger Giebelbau mit steilem Satteldach, bezeichnet „1565“, weitestgehend erneuert                                                                                    | D-5-71-136-212           | weitere Bilder |
| Klostergasse 6 (Standort)      | Wohn- und Geschäftshaus                                               | Dreigeschossiger schmaler Giebelbau mit Satteldach und Putzgliederung, verputzter Stockwerksbau, vor 1500, Fassade 18. Jahrhundert                                              | D-5-71-136-213           | weitere Bilder |
| Klostergasse 8 (Standort)      | Wohn- und Geschäftshaus                                               | Schmaler dreigeschossiger Giebelbau mit Satteldach und Kranausleger, verputzter Stockwerksbau, vor 1600                                                                         | D-5-71-136-214           | weitere Bilder |
| Klostergasse 9, 11 (Standort)  | Doppelhaus                                                            | Traufseitiger verputzter Satteldachbau mit drei Geschossen, 18. Jahrhundert, mit älterem Kern                                                                                   | D-5-71-136-215           | weitere Bilder |
| Klostergasse 12 (Standort)     | Wohn- und Geschäftshaus                                               | Dreigeschossiger Giebelbau mit Satteldach und Putzgliederung, 17. bis 19. Jahrhundert                                                                                           | D-5-71-136-218           | weitere Bilder |
| Klostergasse 13 (Standort)     | Wohn- und Geschäftshaus                                               | Zweigeschossiger Eckbau mit steilem Satteldach, verputztes Fachwerk, 17. Jahrhundert                                                                                            | D-5-71-136-219           | weitere Bilder |
| Klostergasse 14 (Standort)     | Wohn- und Geschäftshaus                                               | Zweigeschossiger Satteldachbau mit Fachwerk-Giebel, 18./19. Jahrhundert mit älterem Kern                                                                                        | D-5-71-136-220           | weitere Bilder |
| Klostergasse 15 (Standort)     | Wohn- und Geschäftshaus                                               | Dreigeschossiger Giebelbau mit Satteldach und leicht vorkragendem zweitem Obergeschoss, verputztes Fachwerk, um 1400                                                            | D-5-71-136-221           | weitere Bilder |
| Klostergasse 16, 18 (Standort) | Doppelhaus                                                            | Zweigeschossiger breit gelagerter Giebelbau mit Satteldach und leicht vorkragendem Obergeschoss, verputztes Fachwerk, vor 1500, Veränderungen 18. Jahrhundert                   | D-5-71-136-222           | weitere Bilder |
| Klostergasse 17 (Standort)     | Wohnhaus                                                              | Zweigeschossiger Eckbau mit Satteldach und leicht vorkragendem Giebeldreieck, vor 1600                                                                                          | D-5-71-136-223           | weitere Bilder |
| Klostergasse 19 (Standort)     | Wohn- und Geschäftshaus, Geburtshaus Christoph von Schmid             | Zweigeschossiger breiter Giebelbau mit Satteldach und vorkragendem verbrettertem Giebeldreieck, rückseitig Laubengang, dendrochronologisch datiert 1396, Portal 18. Jahrhundert | D-5-71-136-225           | weitere Bilder |
| Klostergasse 20 (Standort)     | Wohnhaus                                                              | Zweigeschossiger Giebelbau mit Satteldach, verputztes Fachwerk, vor 1600 | D-5-71-136-226           | weitere Bilder |
| Klostergasse 22 (Standort)     | Wohnhaus                                                              | Zweigeschossiger Giebelbau mit steilem Satteldach, vorkragendem Fachwerk-Obergeschoss und verbrettertem Giebel, vor 1600                                                        | D-5-71-136-227           | weitere Bilder |
| Klostergasse 24 (Standort)     | Wohnhaus                                                              | Zweigeschossiger Eckbau mit Satteldach, Aufzugsluke und Putzgliederung, 18. Jahrhundert                                                                                         | D-5-71-136-228           | weitere Bilder |
| Koppengasse 1 (Standort)       | Wohn- und Geschäftshaus                                               | Zweigeschossiger verputzter Fachwerkbau mit Satteldach und Kranausleger, um 1600                                                                                                | D-5-71-136-229           | weitere Bilder |
| Koppengasse 3 (Standort)       | Ehemaliges Doppelhaus                                                 | Dreigeschossiger Giebelbau mit Satteldach, zweites Obergeschoss und Giebel verputztes Fachwerk, vor 1600                                                                        | D-5-71-136-230           | weitere Bilder |
| Koppengasse 4 (Standort)       | Wohnhaus                                                              | Zweigeschossiger verputzter Stockwerksbau mit Satteldach, um 1600 | D-5-71-136-231           | weitere Bilder |
| Koppengasse 5 (Standort)       | Wohnhaus                                                              | Zweigeschossiger giebelständiger Satteldachbau mit verputztem Fachwerk-Giebel, im Kern 16./17. Jahrhundert                                                                      | D-5-71-136-232           | weitere Bilder |
| Koppengasse 6 (Standort)       | Wohnhaus                                                              | Zweigeschossiger giebelständiger Satteldachbau auf hohem Kellergeschoss, mit verputztem Fachwerk-Giebel, im Kern 16./17. Jahrhundert                                            | D-5-71-136-233           | weitere Bilder |
| Koppengasse 7 (Standort)       | Wohnhaus                                                              | Zweigeschossiger Satteldachbau mit verputztem Fachwerk-Obergeschoss und -Giebel, im Kern 16./17. Jahrhundert                                                                    | D-5-71-136-234           | weitere Bilder |
| Koppengasse 8 (Standort)       | Wohnhaus                                                              | Schmaler dreigeschossiger Giebelbau mit Satteldach, wohl verputzter Stockwerksbau, vor 1600                                                                                     | D-5-71-136-235           | weitere Bilder |
| Koppengasse 9 (Standort)       | Wohnhaus                                                              | Dreigeschossiger verputzter Giebelbau mit Satteldach, im Kern 16./17. Jahrhundert; Futtermauer, verputzter Bruchstein, 18. Jahrhundert                                          | D-5-71-136-236           | weitere Bilder |
| Koppengasse 10 (Standort)      | Ehemaliges städtisches Kornhaus                                       | Dreigeschossiger traufseitiger Satteldachbau auf hohem Sockelgeschoss, mit vorkragenden Fachwerk-Obergeschossen und -Giebel, bezeichnet „1508“                                  | D-5-71-136-237           | weitere Bilder |
| Koppengasse 11 (Standort)      | Wohnhaus                                                              | Kleiner zweigeschossiger Giebelbau mit Satteldach und vorkragendem Fachwerk-Obergeschoss und -Giebel, erste Hälfte 15. Jahrhundert                                              | D-5-71-136-238           | weitere Bilder |
| Koppengasse 17 (Standort)      | Ehemaliges Rückgebäude                                                | Zweigeschossiger giebelständiger Massivbau mit Satteldach, Toreinfahrt und Fachwerk-Giebel, 17./18. Jahrhundert                                                                 | D-5-71-136-734           | weitere Bilder |
| Koppengasse 19 (Standort)      | Ehemaliges Rückgebäude                                                | Zweigeschossiger giebelständiger Satteldachbau mit Fachwerk-Obergeschoss und -Giebel, 18. Jahrhundert                                                                           | D-5-71-136-785           | weitere Bilder |

### L
| Lage                                                         | Objekt                                          | Beschreibung | Akten-Nr.      | Bild           |
| ------------------------------------------------------------ | ----------------------------------------------- | --- | -------------- | -------------- |
| Lange Gasse 1 (Standort)                                     | Wohn- und Geschäftshaus                         | Zweigeschossiger Eckbau mit steilem Satteldach und vorkragendem Giebel, wohl verputzter Säulenbau, vor 1500 | D-5-71-136-239 | weitere Bilder |
| Lange Gasse 2 (Standort)                                     | Wohnhaus                                        | Zweigeschossiger Eckbau mit Satteldach und vorkragendem verputztem Fachwerk-Obergeschoss und -Giebel, vor 1500 | D-5-71-136-240 | weitere Bilder |
| Lange Gasse 3 (Standort)                                     | Wohnhaus                                        | Zweigeschossiger giebelständiger Satteldachbau mit leicht vorkragendem verputztem Fachwerk-Obergeschoss, um 1600, seitliche Erweiterung 17./18. Jahrhundert                                                                    | D-5-71-136-241 | weitere Bilder |
| Lange Gasse 4 (Standort)                                     | Wohnhaus                                        | Zweigeschossiger verputzter Traufseitbau mit Halbwalmdach, 18./19. Jahrhundert | D-5-71-136-242 | weitere Bilder |
| Lange Gasse 5 (Standort)                                     | Wohnhaus                                        | Zweigeschossiger verputzter Giebelbau mit Satteldach, vor 1500 | D-5-71-136-243 | weitere Bilder |
| Lange Gasse 6 (Standort)                                     | Wohnhaus                                        | Zweigeschossiger verputzter Giebelbau mit steilem Satteldach, um 1600 | D-5-71-136-244 | weitere Bilder |
| Lange Gasse 8 (Standort)                                     | Wohnhaus                                        | Kleiner zweigeschossiger Giebelbau mit Satteldach, verputzter Säulenbau, vor 1500 | D-5-71-136-246 | weitere Bilder |
| Lange Gasse 9 (Standort)                                     | Wohnhaus                                        | Zweigeschossiger Giebelbau mit Satteldach, verputzter Säulenbau, dendrochronologisch datiert 1362; Einfriedung, massiv, 18. Jahrhundert                                                                                        | D-5-71-136-735 | weitere Bilder |
| Lange Gasse 10 (Standort)                                    | Wohnhaus                                        | Zweigeschossiger Giebelbau auf erhöhtem Sockelgeschoss mit zweifach vorkragendem Giebel und steilem Satteldach, verputzter Stockwerksbau, vor 1500                                                                             | D-5-71-136-247 | weitere Bilder |
| Lange Gasse 11 (Standort)                                    | Ehemalige Badestube                             | Zweigeschossiger breiter Giebelbau mit Satteldach und verputztem Fachwerk-Giebel, vor 1500 | D-5-71-136-248 | weitere Bilder |
| Lange Gasse 12 (Standort)                                    | Wohnhaus                                        | Zweigeschossiger Giebelbau mit vorkragendem verputztem Fachwerk-Obergeschoss, Satteldach und Kellerabgang, vor 1500 | D-5-71-136-249 | weitere Bilder |
| Lange Gasse 14 (Standort)                                    | Wohnhaus                                        | Zweigeschossiger verputzter Giebelbau mit Steildach, wohl Säulenbau, vor 1500 | D-5-71-136-250 | weitere Bilder |
| Lange Gasse 15 (Standort)                                    | Wohnhaus                                        | Kleiner zweigeschossiger Giebelbau mit steilem Satteldach und verputztem Fachwerk-Giebel, 17. Jahrhundert; Rückgebäude, zweigeschossiger Putzbau mit sehr steilem Satteldach, 17. Jahrhundert, Verbreiterung 19. Jahrhundert   | D-5-71-136-251 | weitere Bilder |
| Lange Gasse 17 (Standort)                                    | Wohn- und Geschäftshaus                         | Breit gelagerter zweigeschossiger Giebelbau mit Satteldach und verputztem Fachwerk-Obergeschoss und -Giebel, Wappenstein bezeichnet „1696“                                                                                     | D-5-71-136-253 | weitere Bilder |
| Lange Gasse 18 (Standort)                                    | Wohnhaus                                        | Zweigeschossiger schmaler Giebelbau mit steilem Satteldach, verputzter Backsteinbau mit vorkragendem Fachwerk-Giebel, 15./16. Jahrhundert                                                                                      | D-5-71-136-254 | weitere Bilder |
| Lange Gasse 19 (Standort)                                    | Wohnhaus                                        | Breit gelagerter zweigeschossiger Giebelbau mit Satteldach, wohl verputzter Säulenbau, vor 1600 | D-5-71-136-255 | weitere Bilder |
| Lange Gasse 20 (Standort)                                    | Wohnhaus                                        | Breit gelagerter zweigeschossiger Traufseitbau mit steilem Satteldach und ehemaliger Aufzugserker, vor 1600 | D-5-71-136-256 | weitere Bilder |
| Lange Gasse 21 (Standort)                                    | Wohnhaus                                        | Schmaler dreigeschossiger Giebelbau mit Satteldach, verputztem Fachwerk-Obergeschoss und -Giebel, vor 1600 | D-5-71-136-257 | weitere Bilder |
| Lange Gasse 22 (Standort)                                    | Wohnhaus                                        | Zweigeschossiger Giebelbau mit Satteldach, Korbbogenportal und verputztem Fachwerk-Giebel, vor 1600 | D-5-71-136-258 | weitere Bilder |
| Lange Gasse 23 (Standort)                                    | Wohnhaus                                        | Zweigeschossiger giebelständiger Putzbau mit steilem Satteldach und Fachwerk-Obergeschoss und -Giebel, vor 1500 | D-5-71-136-259 | weitere Bilder |
| Lange Gasse 24 (Standort)                                    | Wohnhaus                                        | Zweigeschossiger breit gelagerter Giebelbau mit Satteldach und mittigem Werkstatttor, 18. Jahrhundert, mit älterem Kern | D-5-71-136-260 | weitere Bilder |
| Lange Gasse 25 (Standort)                                    | Wohnhaus                                        | Dreigeschossiger Traufseitbau in Ecklage mit steilem Satteldach, verputztes Fachwerk, vor 1600 | D-5-71-136-261 | weitere Bilder |
| Lange Gasse 26 (Standort)                                    | Gasthof Goldenes Lamm                           | Breit gelagerter zweigeschossiger Giebelbau auf Sockelgeschoss mit Satteldach und Rundbogenportal, im Kern 15./16. Jahrhundert, Umbau bezeichnet „1920“                                                                        | D-5-71-136-262 | weitere Bilder |
| Lange Gasse 27 (Standort)                                    | Wohnhaus                                        | Zweigeschossiger Traufseitbau in Ecklage mit steilem Satteldach und Kranausleger, verputztes Fachwerk, vor 1600 | D-5-71-136-263 | weitere Bilder |
| Lange Gasse 28 (Standort)                                    | Ehemaliges Wohnhaus                             | Zweigeschossiger verputzter Giebelbau mit Satteldach und barockem Portal, im Kern 17./18. Jahrhundert, Umbauten 19. und 20. Jahrhundert                                                                                        | D-5-71-136-264 | weitere Bilder |
| Lange Gasse 30 (Standort)                                    | Wohnhaus                                        | Dreigeschossiger Giebelbau in Ecklage mit Satteldach und erneuertem Fachwerk-Giebel, im Kern vor 1500, Umbau bezeichnet „1925“                                                                                                 | D-5-71-136-265 | weitere Bilder |
| Lange Gasse 31 (Standort)                                    | Doppelhaus                                      | Zweigeschossiger Putzbau mit zwei Straßengiebeln und Satteldächern, verputztes Fachwerk, vor 1500, Fassade bezeichnet „1811“                                                                                                   | D-5-71-136-266 | weitere Bilder |
| Lange Gasse 33 (Standort)                                    | Wohnhaus                                        | Zweigeschossiger Giebelbau in Ecklage mit Satteldach und teilweise Fachwerk-Obergeschoss, im Kern erste Hälfte 15. Jahrhundert, Giebel mit Fachwerk 17./18. Jahrhundert                                                        | D-5-71-136-267 | weitere Bilder |
| Lange Gasse 34 (Standort)                                    | Wohnhaus                                        | Zweigeschossiger Giebelbau mit Steildach und verputztem Fachwerk-Obergeschoss und -Giebel, vor 1500 | D-5-71-136-268 | weitere Bilder |
| Lange Gasse 35 (Standort)                                    | Wohn- und Geschäftshaus                         | Kleiner zweigeschossiger Giebelbau mit Satteldach und verputztem vorkragendem Fachwerk-Obergeschoss und -Giebel, vor 1500, traufseitiger Anbau erstes Viertel 19. Jahrhundert                                                  | D-5-71-136-269 | weitere Bilder |
| Lange Gasse 36 (Standort)                                    | Wohnhaus                                        | Zweigeschossiger Giebelbau mit Satteldach, verputztes Fachwerk, im Kern vor 1550 | D-5-71-136-270 | weitere Bilder |
| Lange Gasse 37 (Standort)                                    | Ehemaliger Gasthof Roter Ochse                  | Stattlicher, dreigeschossiger Eckbau mit Satteldach, Putzgliederung und vorkragendem Fachwerk-Giebel, 17./18. Jahrhundert, mit ehemaliger Brauerei, 19. Jahrhundert                                                            | D-5-71-136-271 | weitere Bilder |
| Lange Gasse 38 (Standort)                                    | Wohnhaus                                        | Zweigeschossiger Giebelbau mit Satteldach, teilweise verputztes Fachwerk, im Kern 15./16. Jahrhundert | D-5-71-136-272 | weitere Bilder |
| Lange Gasse 39 (Standort)                                    | Ehemaliges Ackerbürgerhaus                      | Zweigeschossiger Satteldachbau mit Wiederkehr, Kranausleger und Aufzugsluken, 16./17. Jahrhundert, Erweiterung der Scheune nach 1825                                                                                           | D-5-71-136-273 | weitere Bilder |
| Lange Gasse 40 (Standort)                                    | Wohnhaus                                        | Zweigeschossiger Giebelbau mit Satteldach und vorkragendem Giebelspitz, wohl verputzter Stockwerksbau, vor 1500 | D-5-71-136-274 | weitere Bilder |
| Lange Gasse 41 (Standort)                                    | Wohnhaus                                        | Zweigeschossiger Giebelbau in Ecklage mit steilem Satteldach und leicht vorkragendem Obergeschoss, im Kern wohl verputzter Stockwerksbau, vor 1500, Umbau bezeichnet „1624“                                                    | D-5-71-136-275 | weitere Bilder |
| Lange Gasse 42 (Standort)                                    | Wohnhaus                                        | Zweigeschossiger verputzter Eckbau mit Satteldach und vorkragendem Giebel, 18. Jahrhundert, mit älterem Kern | D-5-71-136-276 | weitere Bilder |
| Lange Gasse 43 (Standort)                                    | Ehemaliges Ackerbürgerhaus                      | Zweigeschossiger verputzter Giebelbau mit Satteldach, wohl verputztes Fachwerk, um 1600 | D-5-71-136-277 | weitere Bilder |
| Lange Gasse 44 (Standort)                                    | Wohnhaus                                        | Zweigeschossiger Giebelbau in Ecklage mit Satteldach, wohl verputztes Fachwerk, um 1600, verändert 18. und 19. Jahrhundert | D-5-71-136-278 | weitere Bilder |
| Lange Gasse 46 (Standort)                                    | Wohnhaus                                        | Zweigeschossiger Giebelbau in Ecklage mit steilem Satteldach, wohl verputztes Fachwerk, vor 1600 | D-5-71-136-279 | weitere Bilder |
| Lange Gasse 48 (Standort)                                    | Wohnhaus                                        | Kleiner zweigeschossiger Giebelbau in Ecklage mit vorkragendem Fachwerk-Obergeschoss und -Giebel, verputzt, vor 1500 | D-5-71-136-280 | weitere Bilder |
| Lange Gasse 50 (Standort)                                    | Wohnhaus                                        | Zweigeschossiger Giebelbau mit steilem Satteldach und teilweise vorkragendem Fachwerk-Obergeschoss, verputzt, vor 1600 | D-5-71-136-281 | weitere Bilder |
| Lange Gasse 52 (Standort)                                    | Wohnhaus                                        | Zweigeschossiger verputzter Giebelbau mit steilem Satteldach, wohl Fachwerk-Giebel, vor 1600 | D-5-71-136-282 | weitere Bilder |
| Lange Gasse 54 (Standort)                                    | Wohnhaus                                        | Zweigeschossiger Traufseitbau mit steilem Satteldach und Zwerchhaus, wohl verputztes Fachwerk, im Kern vor 1500 | D-5-71-136-283 | weitere Bilder |
| Lange Gasse 56 (Standort)                                    | Ehemaliges Wohnstallhaus                        | Zweigeschossiger verputzter Giebelbau mit Satteldach und Fachwerk-Giebel, 16./17. Jahrhundert, entkernt | D-5-71-136-284 | weitere Bilder |
| Lange Gasse 58 (Standort)                                    | Wohnhaus                                        | Zweigeschossiger Giebelbau mit Fachwerk-Obergeschoss und vorkragendem Fachwerk-Giebel, Satteldach mit kleinem Schopf, erste Hälfte 15. Jahrhundert                                                                             | D-5-71-136-285 | weitere Bilder |
| Lange Gasse 62 (Standort)                                    | Wohnhaus                                        | Zweigeschossiger Giebelbau mit steilem Satteldach, verputzter Säulenbau, vor 1500 | D-5-71-136-286 | weitere Bilder |
| Larrieder Straße, an der Ecke Crailsheimer Straße (Standort) | Sühnekreuz aus Sandstein                        | Spätmittelalterlich | D-5-71-136-287 | weitere Bilder |
| Larrieder Straße (Standort)                                  | Bildstock                                       | Massiver verputzter Pfeiler, 19. Jahrhundert, Gusseisenrelief mit Kreuzigung bezeichnet „1862“ | D-5-71-136-83  | weitere Bilder |
| Ledermarkt 1 (Standort)                                      | Wohn- und Geschäftshaus                         | Dreigeschossiger verputzter Traufseitbau in Ecklage, mit Satteldach und Renaissanceportal, um 1600 | D-5-71-136-288 | weitere Bilder |
| Ledermarkt 2 (Standort)                                      | Wohn- und Geschäftshaus                         | Dreigeschossiger verputzter Giebelbau mit steilem Satteldach, vorkragendem zweiten Fachwerk-Obergeschoss und vorkragenden Fachwerk-Giebelgeschossen, bezeichnet „1544“                                                         | D-5-71-136-289 | weitere Bilder |
| Ledermarkt 3 (Standort)                                      | Wohn- und Geschäftshaus                         | Dreigeschossiger verputzter Traufseitbau mit vorkragenden Obergeschossen, Steilsatteldach und Zwerchhaus mit Aufzugsbalken, zweite Hälfte 16. Jahrhundert                                                                      | D-5-71-136-290 | weitere Bilder |
| Ledermarkt 4 (Standort)                                      | Wohn- und Geschäftshaus                         | Dreigeschossiger verputzter Giebelbau mit Satteldach, Fachwerk-Obergeschossen und -Giebel, um 1500, Fassadengestaltung 18./19. Jahrhundert                                                                                     | D-5-71-136-291 | weitere Bilder |
| Ledermarkt 5 (Standort)                                      | Wohn- und Geschäftshaus                         | Dreigeschossiger verputzter Traufseitbau in Ecklage mit steilem Satteldach und Fachwerkgiebel, bezeichnet „1532“ | D-5-71-136-292 | weitere Bilder |
| Ledermarkt 6 (Standort)                                      | Ehemaliges Wohnhaus, sogenannte Untere Apotheke | Zweigeschossiger barocker Eckbau mit Mansardwalmdach, Putzgliederung mit Ecklisenen und Hausmadonna aus farbig gefasstem Sandstein, 1747                                                                                       | D-5-71-136-293 | weitere Bilder |
| Ledermarkt 6 (Standort)                                      | Toreinfahrt                                     | Verputztes Rundbogentor, bezeichnet „1747“ | D-5-71-136-293 | weitere Bilder |
| Ledermarkt 7 (Standort)                                      | Ehemaliger Gasthof zum Grünen Baum              | Viergeschossiger Traufseitbau mit steilem Satteldach und rückseitigem Halbwalmgiebel sowie spitzbogiger Durchfahrt, verputzter Säulenbau, im Kern spätmittelalterlich, Umbau bezeichnet „1555“, im 19. Jahrhundert aufgestockt | D-5-71-136-294 | weitere Bilder |
| Loderweg 4 (Standort)                                        | Wohnhaus                                        | Zweigeschossiger Massivbau mit Mansardwalmdach und Putzgliederung, nach 1825; zugehörig ehemalige Zwingeranlage | D-5-71-136-296 | weitere Bilder |
| Loderweg 6, auf der ehemaligen Zwingerbastion (Standort)     | Wohnhaus                                        | Zweigeschossiger verputzter Massivbau mit Fachwerkgiebel und steilem Satteldach mit Aufschüblingen, 18./19. Jahrhundert | D-5-71-136-736 | weitere Bilder |
| Loderweg 7 (Standort)                                        | Wohnhaus                                        | Hoher zweigeschossiger Putzbau mit steilem Satteldach und Fachwerkgiebel, im Heimatstil, wohl Anfang 20. Jahrhundert, zugehörig ehemalige Zwingeranlage                                                                        | D-5-71-136-737 | weitere Bilder |
| Loderweg 7 (Standort)                                        | Remise                                          | In Holzständerbauweise, zum Teil mit Zierlattenverkleidung, gleichzeitig | D-5-71-136-737 | weitere Bilder |
| Nähe Loderweg; Crailsheimer Straße 1 (Standort)              | Gartenhäuschen                                  | Kleiner verputzter Massivbau mit Walmdach, zweite Hälfte 18. Jahrhundert | D-5-71-136-298 | weitere Bilder |
| Nähe Loderweg; Crailsheimer Straße 1 (Standort)              | Einfriedung                                     | Massiv, gleichzeitig | D-5-71-136-298 | weitere Bilder |
| Luitpoldstraße 7 (Standort)                                  | Staatliches Forstamt                            | Zweigeschossiger Putzbau mit steilem Satteldach, Dreieckserker und rückseitiger Loggia, 1896 | D-5-71-136-299 | weitere Bilder |
| Luitpoldstraße 9 (Standort)                                  | Ehemaliges Amtsgericht                          | Zweigeschossiger, L-förmiger Satteldachbau mit Bodenerker und Schweifgiebeln im Stil der deutschen Neurenaissance, 1900 | D-5-71-136-300 | weitere Bilder |
| Luitpoldstraße 9a (Standort)                                 | Nebengebäude                                    | Erdgeschossiger Massivbau mit geschweiftem Pultdach, gleichzeitig | D-5-71-136-300 | weitere Bilder |
| Luitpoldstraße 10 b (Standort)                               | Wohnhaus                                        | Zweigeschossiger verputzter Walmdachbau, um 1800 | D-5-71-136-301 | weitere Bilder |

### M
| Lage                                                      | Objekt                                                                                  | Beschreibung | Akten-Nr.      | Bild           |
| --------------------------------------------------------- | --------------------------------------------------------------------------------------- | --- | -------------- | -------------- |
| Manggasse 3 (Standort)                                    | Wohnhaus                                                                                | Dreigeschossiger Giebelbau mit Satteldach und teilweise vorkragenden Obergeschossen, wohl verputzter Stockwerksbau, um 1600 | D-5-71-136-303 | weitere Bilder |
| Manggasse 4 (Standort)                                    | Wohnhaus                                                                                | Zweigeschossiger Giebelbau mit Satteldach, wohl verputztes Fachwerk, um 1600 | D-5-71-136-304 | weitere Bilder |
| Marktplatz (Standort)                                     | Denkmal für Christoph von Schmid                                                        | Vollplastische Bronzefigur auf Steinsockel von Max von Widnmann, 1859, gegossen von Ferdinand von Miller | D-5-71-136-309 | weitere Bilder |
| Marktplatz 1 (Standort)                                   | Katholische Stadtpfarrkirche St. Georg                                                  | Spätgotische dreischiffige Hallenkirche mit zehn Jochen und polygonalem Chorschluss mit Chorumgang, von Nikolaus Eseler d. Ä. 1448 begonnen und von Nikolaus Eseler d. J. 1499 beendet, vier Choraußenkapellen Mitte 16. Jahrhundert und 1728, spätromanischer Westturm über fünf Geschosse, Glockengeschoss und Achtort mit Kupferhaube von 1540/50, Sakristei im unvollendeten Nordturm, Veränderungen 16., 18. und 19. Jahrhundert; mit Ausstattung.                                                                                         | D-5-71-136-305 | weitere Bilder |
| Marktplatz 2 (Standort)                                   | Wohn- und Geschäftshaus                                                                 | Dreigeschossiger schmaler Giebelbau in Ecklage mit steilem Satteldach, Erker und Zwerchhaus, wohl verputztes Fachwerk, um 1600 | D-5-71-136-306 | weitere Bilder |
| Marktplatz 3 (Standort)                                   | Apotheke und Wohnhaus, sogenannte Obere Apotheke                                        | Dreigeschossiger verputzter Giebelbau mit steilem Satteldach, 17./18. Jahrhundert | D-5-71-136-307 | weitere Bilder |
| Marktplatz 4 (Standort)                                   | Gasthof Goldene Rose                                                                    | Zweigeschossiger breiter Giebelbau mit Satteldach und Fachwerkgiebel, 16. Jahrhundert, Umbauten 18./19. Jahrhundert | D-5-71-136-308 | weitere Bilder |
| Mönchsrother Straße 1 (Standort)                          | Stadtmühle                                                                              | Dreigeschossiger stattlicher Satteldachbau mit Schweifgiebel, im Kern 14. Jahrhundert, Umbau 1490, bezeichnet „1600“; mit befestigter, aus dem Verlauf der Stadtmauer vorspringender Radstatt, rechteckiger Quaderanlage mit zwei schlanken Rundtürmen mit Kegeldach, Wehrgang und Wasserein- und -auslauf des Stadtmühlgrabens, um 1490, bezeichnet „1744“; nach Brand 1921 Wiederaufbau der Mühle unter Erhalt der Umfassungsmauern und Neuerrichtung des Dachtragwerks in Anlehnung an die Konstruktion um 1600 in traditioneller Ausführung | D-5-71-136-310 | weitere Bilder |
| Mönchsrother Straße 17; Mönchsrother Straße 19 (Standort) | Städtischer Friedhof                                                                    | Von der Pfarrkirche St. Georg 1530 hierher verlegt: Friedhof mit zahlreichen Grabsteinen des 17. bis 19. Jahrhunderts | D-5-71-136-311 | weitere Bilder |
| Mönchsrother Straße 17; Mönchsrother Straße 19 (Standort) | Ehemalige Straßenkapelle St. Nikolaus, seit 1530 Simultane Friedhofskirche St. Leonhard | Schmuckloser genordeter Saalbau mit gering eingezogenem Chor und Dachreiter, Wiederaufbau nach Zerstörung 1634 über älterem Kern bis 1844; mit Ausstattung | D-5-71-136-311 | weitere Bilder |
| Mönchsrother Straße 17; Mönchsrother Straße 19 (Standort) | Leichenhaus                                                                             | Dreiteilige Anlage mit Arkadengang und Aussegnungshalle, verputzter Massivbau mit Walmdächern, Krüppelwalmdach und Dachreiter, 1907 | D-5-71-136-311 | weitere Bilder |
| Mönchsrother Straße 17; Mönchsrother Straße 19 (Standort) | Friedhofsmauer                                                                          | Teilweise verputzte Bruchsteinmauerwand, 16. bis 19. Jahrhundert | D-5-71-136-311 | weitere Bilder |
| Muckenbrünnlein 1 (Standort)                              | Wohnhaus                                                                                | Schmaler zweigeschossiger Traufseitbau mit steilem Satteldach und Fachwerk-Obergeschoss, 18. Jahrhundert | D-5-71-136-313 | weitere Bilder |
| Muckenbrünnlein 8 (Standort)                              | Wohnhaus                                                                                | Verputzter zweigeschossiger Traufseitbau mit Walmdach, 17./18. Jahrhundert | D-5-71-136-314 | weitere Bilder |
| Muckenbrünnlein 10 (Standort)                             | Wohnhaus                                                                                | Zweigeschossiger Giebelbau mit steilem Satteldach, verputztes Fachwerk, vor 1500 | D-5-71-136-315 | weitere Bilder |
| Muckenbrünnlein 11 (Standort)                             | Ehemaliges Wohnhaus des Scharfrichters                                                  | Zweigeschossiger Massivbau mit kräftigen Gesimsen, Kielbogenportal und Satteldach, 15./16. Jahrhundert | D-5-71-136-316 | weitere Bilder |
| Muckenbrünnlein 11a (Standort)                            | Ehemaliger Stall- und Scheunenbau                                                       | Durch Obergeschossgang mit dem Wohnhaus verbundener zweigeschossiger Satteldachbau mit Fachwerk-Obergeschoss, 17. Jahrhundert | D-5-71-136-316 | weitere Bilder |
| Muckenbrünnlein 12 (Standort)                             | Wohnhaus                                                                                | Zweigeschossiger verputzter Giebelbau mit steilem Satteldach und seitlichem Anbau, vor 1600 | D-5-71-136-317 | weitere Bilder |
| Muckenbrünnlein 14 (Standort)                             | Wohnhaus                                                                                | Zweigeschossiger verputzter Giebelbau mit steilem Satteldach, vor 1600 | D-5-71-136-318 | weitere Bilder |
| Muckenbrünnlein 18, 20 (Standort)                         | Doppelhaus                                                                              | Zweigeschossiger Satteldachbau mit vorkragenden Fachwerk-Giebeln, wohl verputzter Säulenbau, vor 1500 | D-5-71-136-320 | weitere Bilder |
| Muckenbrünnlein 21 (Standort)                             | Wohnhaus                                                                                | Zweigeschossiger Giebelbau mit vorkragendem Obergeschoss und Steildach, wohl verputzter Säulenbau, vor 1500 | D-5-71-136-321 | weitere Bilder |
| Muckenbrünnlein 23 (Standort)                             | Wohnhaus                                                                                | Zweigeschossiger verputzter Giebelbau mit steilem Satteldach und vorkragendem Giebel, wohl Säulenbau, vor 1500 | D-5-71-136-322 | weitere Bilder |
| Muckenbrünnlein 24 (Standort)                             | Wohnhaus                                                                                | Zweigeschossiger Giebelbau mit Satteldach und weit vorkragendem Fachwerkgiebel, vor 1500 | D-5-71-136-324 | weitere Bilder |
| Muckenbrünnlein 25 (Standort)                             | Wohnhaus                                                                                | Zweigeschossiger verputzter Giebelbau mit steilem Satteldach und Kranausleger, 16./17. Jahrhundert | D-5-71-136-325 | weitere Bilder |
| Nähe Muckenbrünnlein (Standort)                           | Ehemalige Scheune                                                                       | Zweigeschossiger Giebelbau mit Satteldach auf Sockelgeschoss, Obergeschoss vorkragend, Säulenbau vor 1500, bezeichnet „16XI.“, modern verändert | D-5-71-136-323 | weitere Bilder |

### N
| Lage                                                      | Objekt                                            | Beschreibung | Akten-Nr.      | Bild                      |
| --------------------------------------------------------- | ------------------------------------------------- | --- | -------------- | ------------------------- |
| Nestleinsberggasse 2 (Standort)                           | Wohnhaus                                          | zweigeschossiger Putzbau mit Walmdach in Ecklage, 17./18. Jahrhundert | D-5-71-136-327 | weitere Bilder            |
| Nestleinsberggasse 3 (Standort)                           | Wohnhaus                                          | zweigeschossiger Giebelbau mit steilem Satteldach, wohl verputzter Säulenbau, um 1600 | D-5-71-136-328 | weitere Bilder            |
| Nestleinsberggasse 5 (Standort)                           | Wohnhaus                                          | zweigeschossiger Traufseitbau mit steilem Satteldach, verputztes Fachwerk, um 1600 | D-5-71-136-329 | weitere Bilder            |
| Nestleinsberggasse 7 (Standort)                           | Wohnhaus                                          | zweigeschossiger verputzter Fachwerkbau mit steilem Satteldach und Figurennische an der Giebelseite, um 1600 | D-5-71-136-330 | weitere Bilder            |
| Nestleinsberggasse 8; Nestleinsberggasse 10 (Standort)    | Wohnhaus                                          | zweigeschossiger Giebelbau mit Satteldach, wohl verputztes Fachwerk, um 1600 | D-5-71-136-331 | weitere Bilder            |
| Nestleinsberggasse 12 (Standort)                          | Wohnhaus                                          | zweigeschossiger verputzter Giebelbau mit steilem Satteldach, Fachwerk-Obergeschoss und vorkragendem Giebel, vor 1500 | D-5-71-136-332 | weitere Bilder            |
| Nestleinsberggasse 19 (Standort)                          | Wohnhaus                                          | zweigeschossiger Giebelbau mit steilem Satteldach, verputztes Fachwerk, bezeichnet 1564 | D-5-71-136-333 | weitere Bilder            |
| Nestleinsberggasse 21 (Standort)                          | Wohnhaus                                          | kleiner erdgeschossiger Giebelbau mit Satteldach, verputztes Fachwerk, vor 1500 | D-5-71-136-334 | weitere Bilder            |
| Nestleinsberggasse 24; Nestleinsberggasse 26 (Standort)   | Zweigeschossiges Satteldachhaus                   | Fachwerkgiebel, 17./18. Jahrhundert | D-5-71-136-335 | weitere Bilder            |
| Nestleinsberggasse 44; Nestleinsberggasse 44 a (Standort) | Ehemaliger Fränkischer Fruchtlagerkeller          | Zweigeschossiger Satteldachbau mit Fachwerk-Obergeschoss und -Giebel, 18. Jahrhundert | D-5-71-136-336 | weitere Bilder            |
| Nestleinsberggasse 48 (Standort)                          | Wohnhaus                                          | schmaler dreigeschossiger Giebelbau mit Satteldach, wohl verputztes Fachwerk, vor 1600 | D-5-71-136-337 | weitere Bilder            |
| Nestleinsberggasse 50 (Standort)                          | Wohnhaus                                          | schmaler dreigeschossiger Giebelbau mit Satteldach, zweites Obergeschoss und Giebel vorkragend, wohl verputztes Fachwerk, vor 1500 | D-5-71-136-338 | weitere Bilder            |
| Nestleinsberggasse 52 (Standort)                          | Wohnhaus                                          | zweigeschossiger Giebelbau mit steilem Satteldach, verputzter Stockwerksbau, bezeichnet 1383 | D-5-71-136-339 | weitere Bilder            |
| Nestleinsberggasse 54 (Standort)                          | Wohnhaus                                          | dreigeschossiger kubischer Massivbau mit Walmdach und Aufzugserker, 16./18. Jahrhundert, Eiskeller unter dem Gebäude | D-5-71-136-340 | weitere Bilder            |
| Nestleinsberggasse 54 (Standort)                          | Nebengebäude                                      | langgestreckter erdgeschossiger Putzbau mit flachem Walmdach, Fachwerk, 18. Jahrhundert | D-5-71-136-340 | weitere Bilder            |
| Neue Promenade 1 (Standort)                               | Wohnhaus                                          | zweigeschossiger verputzter Massivbau mit Walmdach und Spruchinschrift, 18. Jahrhundert | D-5-71-136-341 | weitere Bilder            |
| Nördlinger Straße (Standort)                              | Laufbrunnen                                       | rechteckige Gusseiseneinfassung mit Stadtwappen und historisierendem Brunnenpfeiler, zweite Hälfte 19. Jahrhundert | D-5-71-136-401 | weitere Bilder            |
| Nördlinger Straße (Standort)                              | Laufbrunnen                                       | gusseisernes Polygonalbecken mit Stadtwappen und Rocaille, bezeichnet 1771, Brunnensäule mit Eichel aus Sandstein 16./17. Jahrhundert | D-5-71-136-402 | weitere Bilder            |
| Nördlinger Straße 2 (Standort)                            | Evangelisch-lutherische Stadtpfarrkirche St. Paul | querrechteckiger unverputzter Saalbau mit Walmdach und mittig vorgestelltem Fassadenturm mit Spitzhelm, im historisierenden Stil, Neubau anstelle der ehemaligen Kapuzinerkirche von Andreas Schulz, 1840/43; mit Ausstattung                          | D-5-71-136-345 | weitere Bilder            |
| Nördlinger Straße 3 (Standort)                            | Wohn- und Geschäftshaus                           | zweigeschossiger Giebelbau mit Satteldach und Putzgliederung, im Kern 18. Jahrhundert | D-5-71-136-346 | weitere Bilder            |
| Nördlinger Straße 4 (Standort)                            | Ehemaliges Brauhaus der Karmeliten                | dann Salzmagazin, zweigeschossiger verputzter Massivbau auf hohem Sockelgeschoss mit Walmdach und Freitreppe, im Kern 17. Jahrhundert, Umbau im Stil des Spätklassizismus, 1892                                                                        | D-5-71-136-347 | weitere Bilder            |
| Nördlinger Straße 4 (Standort)                            | zweiflügeliger Arkadenhof                         | mit zugemauerten Korbbogenarkaden, um einen großen Hof mit zwei alten Linden, 18. Jahrhundert | D-5-71-136-347 | zweiflügeliger Arkadenhof |
| Nördlinger Straße 5 (Standort)                            | Wohn- und Geschäftshaus                           | zweigeschossiger verputzter Giebelbau mit steilem Satteldach und leicht vorkragendem Giebeldreieck, 16./17. Jahrhundert | D-5-71-136-348 | weitere Bilder            |
| Nördlinger Straße 6 (Standort)                            | Wohn- und Geschäftshaus                           | zweigeschossiger verputzter Giebelbau mit steilem Satteldach und Fachwerkgiebel, im Kern 16./17. Jahrhundert | D-5-71-136-349 | weitere Bilder            |
| Nördlinger Straße 7 (Standort)                            | Wohn- und Geschäftshaus                           | zweigeschossiger Giebelbau in Ecklage mit steilem Satteldach, verputztem Fachwerk-Obergeschoss und leicht vorkragendem Giebel, vor 1500, stark verändernder Umbau 18. Jahrhundert                                                                      | D-5-71-136-350 | weitere Bilder            |
| Nördlinger Straße 8 (Standort)                            | Wohn- und Geschäftshaus                           | hoher dreigeschossiger Giebelbau in Ecklage mit steilem Satteldach und Kranausleger, verputzter Stockwerksbau, vor 1500 | D-5-71-136-351 | weitere Bilder            |
| Nördlinger Straße 9 (Standort)                            | Wohn- und Geschäftshaus                           | dreigeschossiger Giebelbau mit steilem Satteldach, wohl verputzter Säulenbau, im Kern vor 1500, erneuert Anfang 20. Jahrhundert | D-5-71-136-352 | weitere Bilder            |
| Nördlinger Straße 11 (Standort)                           | Wohn- und Geschäftshaus                           | dreigeschossiger Giebelbau mit steilem Satteldach und vorkragenden Fachwerk-Obergeschossen, verputzter Säulenbau auf massivem Erdgeschoss, dendrochronologisch datiert 1480, Veränderungen spätes 19. Jahrhundert                                      | D-5-71-136-354 | weitere Bilder            |
| Nördlinger Straße 12 (Standort)                           | Wohn- und Geschäftshaus                           | zweigeschossiger verputzter Eckbau mit steilem Satteldach und vorkragendem Giebel, vor 1600, nordwestliche Erweiterung jünger | D-5-71-136-355 | weitere Bilder            |
| Nördlinger Straße 13 (Standort)                           | Ehemalige Färberei                                | sogenannt Schadfarb, viergeschossiger verputzter Giebelbau mit vorkragenden Obergeschossen und steilem Satteldach, im Kern wohl Fachwerkbau des 15./16. Jahrhunderts, mit Kelleranlage des 12./13. und 14. Jahrhunderts, Schweifgiebel bezeichnet 1897 | D-5-71-136-356 | weitere Bilder            |
| Nördlinger Straße 14 (Standort)                           | Wohn- und Geschäftshaus                           | dreigeschossiger verputzter Giebelbau in Ecklage mit steilem Satteldach, vor 1600 | D-5-71-136-357 | weitere Bilder            |
| Nördlinger Straße 15 (Standort)                           | Ehemalige Brauerei und Gasthaus Goldener Engel    | langgestreckter dreigeschossiger Traufseitbau mit steilem Satteldach und spitzbogiger Toreinfahrt, mit Fachwerkgiebel, im Kern 16. Jahrhundert, Umbau 1728 und 19. Jahrhundert, Engelsfigur ehemals bezeichnet 1861                                    | D-5-71-136-358 | weitere Bilder            |
| Nördlinger Straße 16 (Standort)                           | Wohn- und Geschäftshaus                           | zweigeschossiger verputzter Giebelbau mit steilem Satteldach in Ecklage, vor 1550 | D-5-71-136-359 | weitere Bilder            |
| Nördlinger Straße 18 (Standort)                           | Wohnhaus                                          | zweigeschossiger Giebelbau mit steilem Satteldach und Kranausleger, wohl verputztes Fachwerk, um 1600 | D-5-71-136-361 | weitere Bilder            |
| Nördlinger Straße 19 (Standort)                           | Wohnhaus                                          | zweigeschossiger breiter Giebelbau in Ecklage, mit Satteldach, Kranausleger und vorkragenden Giebelgeschossen, 17. Jahrhundert | D-5-71-136-362 | weitere Bilder            |
| Nördlinger Straße 20 (Standort)                           | Wohnhaus                                          | zweigeschossiger verputzter Giebelbau mit Satteldach, Aufzugsluke und Kranausleger, vor 1600 | D-5-71-136-363 | weitere Bilder            |
| Nördlinger Straße 21 (Standort)                           | Wohn- und Geschäftshaus                           | zweigeschossiger verputzter Giebelbau mit steilem Satteldach und vorkragendem Giebel, 16./17. Jahrhundert | D-5-71-136-364 | weitere Bilder            |
| Nördlinger Straße 22 (Standort)                           | Städtische Wirtschaftsschule                      | dreigeschossiger Putzbau mit steilem Satteldach, Staffelgiebel und seitlichem Treppenhausturm im Stil der Neurenaissance, bezeichnet 1898 | D-5-71-136-365 | weitere Bilder            |
| Nördlinger Straße 23 (Standort)                           | Wohn- und Geschäftshaus                           | zweigeschossiger verputzter Giebelbau mit steilem Satteldach und seitlichem Rundbogenportal, dendrochronologisch datiert 1358; | D-5-71-136-366 | weitere Bilder            |
| Nördlinger Straße 25 (Standort)                           | Wohnhaus                                          | zweigeschossiger verputzter Giebelbau mit Satteldach, im Kern 16. Jahrhundert, Fassade 18. Jahrhundert | D-5-71-136-368 | weitere Bilder            |
| Nördlinger Straße 26 (Standort)                           | Wohnhaus                                          | schmaler zweigeschossiger Giebelbau mit steilem Satteldach und vorkragendem verputztem Fachwerk-Obergeschoss und -Giebel, vor 1500 | D-5-71-136-369 | weitere Bilder            |
| Nördlinger Straße 28 (Standort)                           | Wohn- und Geschäftshaus                           | zweigeschossiger verputzter Giebelbau mit leicht vorkragendem Obergeschoss und steilem Satteldach, wohl verputztes Fachwerk, um 1600 | D-5-71-136-371 | weitere Bilder            |
| Nördlinger Straße 29 (Standort)                           | Wohn- und Geschäftshaus                           | zweigeschossiger verputzter Giebelbau mit Rundbogenportal, steilem Satteldach und vorkragenden Giebelgeschossen, bezeichnet 1615 | D-5-71-136-372 | weitere Bilder            |
| Nördlinger Straße 30 (Standort)                           | Wohnhaus                                          | zweigeschossiger Giebelbau mit Krüppelwalmdach, Aufzugsluke und leicht vorkragendem Giebel, Stockwerksbau, vor 1500 | D-5-71-136-373 | weitere Bilder            |
| Nördlinger Straße 31 (Standort)                           | Wohnhaus                                          | zweigeschossiger verputzter Giebelbau mit angefügtem Rückgebäude, steilem Satteldach und Kranausleger, wohl Stockwerksbau, vor 1500, Umbau bezeichnet 1807                                                                                             | D-5-71-136-374 | weitere Bilder            |
| Nördlinger Straße 32 (Standort)                           | Wohnhaus                                          | zweigeschossiger Giebelbau mit steilem Satteldach und Putzgliederung, 16./18. Jahrhundert | D-5-71-136-375 | weitere Bilder            |
| Nördlinger Straße 33 (Standort)                           | Wohnhaus                                          | zweigeschossiger Giebelbau mit steilem Satteldach, 16./17. Jahrhundert, Putzgliederung 18. Jahrhundert | D-5-71-136-376 | weitere Bilder            |
| Nördlinger Straße 33 (Standort)                           | Hofeinfahrt                                       | mit profiliertem Rundbogen | D-5-71-136-376 | weitere Bilder            |
| Nördlinger Straße 34 (Standort)                           | Wohnhaus                                          | zweigeschossiger Eckbau mit steilem Satteldach, vorkragenden Giebelgeschossen und breiter Fachwerk-Gaube mit Krüppelwalm, vor 1500, teilweise erneuert                                                                                                 | D-5-71-136-377 | weitere Bilder            |
| Nördlinger Straße 35 (Standort)                           | Ehemaliges Handwerkerhaus                         | zweigeschossiger Giebelbau mit steilem Satteldach, wohl verputzter Säulenbau, um 1400, erneuert | D-5-71-136-378 | weitere Bilder            |
| Nördlinger Straße 36 (Standort)                           | Ehemaliges Ackerbürgerhaus                        | zweigeschossiger Giebelbau mit großem Rechtecktor und steilem Satteldach, um 1600, erneuert | D-5-71-136-379 | weitere Bilder            |
| Nördlinger Straße 37 (Standort)                           | Wohnhaus                                          | zweigeschossiger Giebelbau mit steilem Satteldach, Kranausleger und vorkragenden Giebelgeschossen, wohl verputzter Säulenbau mit Fachwerk-Obergeschoss, vor 1500                                                                                       | D-5-71-136-380 | weitere Bilder            |
| Nördlinger Straße 41 (Standort)                           | Wohnhaus                                          | dreigeschossiger verputzter Giebelbau in Ecklage, mit steilem Satteldach und Kranausleger, zweites Obergeschoss und Giebel in Fachwerk, vor 1600 | D-5-71-136-383 | weitere Bilder            |
| Nördlinger Straße 42 (Standort)                           | Wohn- und Geschäftshaus                           | zweigeschossiger verputzter Giebelbau in Ecklage mit steilem Satteldach, vor 1600 | D-5-71-136-384 | weitere Bilder            |
| Nördlinger Straße 43 (Standort)                           | Wohn- und Geschäftshaus                           | zweigeschossiger Giebelbau in Ecklage, mit steilem Satteldach und Zwerchhaus, verputztes Fachwerk, vor 1500 | D-5-71-136-385 | weitere Bilder            |
| Nördlinger Straße 44 (Standort)                           | Wohnhaus                                          | zweigeschossiger verputzter Giebelbau mit steilem Satteldach, um 1600 | D-5-71-136-386 | weitere Bilder            |
| Nördlinger Straße 45 (Standort)                           | Wohn- und Geschäftshaus                           | zweigeschossiger Giebelbau mit steilem Satteldach, verputzter Säulenbau, um 1400, teilweise erneuert | D-5-71-136-387 | weitere Bilder            |
| Nördlinger Straße 46 (Standort)                           | Ehemaliges Gasthaus                               | zweigeschossiger verputzter Giebelbau mit steilem Satteldach und vorkragenden Giebelgeschossen, im Kern vor 1600, 1930 neu errichtet | D-5-71-136-388 | weitere Bilder            |
| Nördlinger Straße 47 (Standort)                           | Wohnhaus                                          | zweigeschossiger Giebelbau mit steilem Satteldach, verputzter Säulenbau, um 1400 | D-5-71-136-389 | weitere Bilder            |
| Nördlinger Straße 48 (Standort)                           | Wohnhaus                                          | zweigeschossiger verputzter Giebelbau mit vorkragendem Fachwerk-Obergeschoss und steilem Satteldach, vor 1600, Rundbogenportal um 1800 | D-5-71-136-390 | weitere Bilder            |
| Nördlinger Straße 52 (Standort)                           | Wohnhaus                                          | zweigeschossiger teilweise verputzter Giebelbau mit steilem Satteldach und leicht vorkragendem Fachwerk-Giebel, im Kern um 1600, Putzgliederung 18./19. Jahrhundert. Neuerdings von außen wärmegedämmt, der Fachwerkgiebel als Attrappe vorgeblendet.  | D-5-71-136-391 | weitere Bilder            |
| Nördlinger Straße 55 (Standort)                           | Wohnhaus                                          | zweigeschossiger verputzter Giebelbau mit steilem Satteldach, vorkragenden Giebelgeschossen und teilweisem Fachwerk-Obergeschoss, Stockwerksbau, vor 1500, Fassade erneuert 17. und 19. Jahrhundert                                                    | D-5-71-136-392 | weitere Bilder            |
| Nördlinger Straße 55 (Standort)                           | Nebengebäude                                      | erdgeschossiger verputzter Massivbau mit Satteldach und Fußwalm, Toreinfahrt, 18./19. Jahrhundert | D-5-71-136-392 | weitere Bilder            |
| Nördlinger Straße 56 (Standort)                           | Wohnhaus                                          | zweigeschossiger Giebelbau mit steilem Satteldach, Kranausleger und vorkragendem Obergeschoss, angeputzte Giebelgesimse, verputzter Säulenbau, um 1400                                                                                                 | D-5-71-136-393 | weitere Bilder            |
| Nördlinger Straße 56 (Standort)                           | Ehemalige Scheune                                 | Ehemalige Scheune, zweigeschossiger Satteldachbau mit Fachwerk-Obergeschoss, 19. Jahrhundert | D-5-71-136-393 | weitere Bilder            |
| Nördlinger Straße 57 (Standort)                           | Wohn- und Geschäftshaus                           | zweigeschossiger giebelständiger Fachwerksbau mit steilem Satteldach, dendrochronologisch datiert 1423/24, Portal um 1800 | D-5-71-136-394 | weitere Bilder            |
| Nördlinger Straße 58 (Standort)                           | Wohn- und Geschäftshaus                           | zweigeschossiger Giebelbau mit steilem Satteldach und zwei übereinanderliegenden Aufzugsluken, verputzter Säulenbau, dendrochronologisch datiert 1388, Umbau bezeichnet 1790                                                                           | D-5-71-136-395 | weitere Bilder            |
| Nördlinger Straße 59 (Standort)                           | Wohnhaus                                          | zweigeschossiger verputzter Giebelbau mit flachem Satteldach, im Kern 18. Jahrhundert, mit Veränderungen des 19. Jahrhunderts | D-5-71-136-396 | weitere Bilder            |
| Nördlinger Straße 60 (Standort)                           | Wohnhaus                                          | zweigeschossiger verputzter Giebelbau mit steilem Satteldach und leicht vorkragendem Obergeschoss, im Kern ehemaliger Säulenbau, dendrochronologisch datiert 1394                                                                                      | D-5-71-136-397 | weitere Bilder            |
| Nördlinger Straße 61 (Standort)                           | Wohnhaus                                          | zweigeschossiger verputzter Giebelbau mit steilem Satteldach, 17./18. Jahrhundert, Erweiterung und seitlicher ehemaliger Scheunenanbau, 19. Jahrhundert                                                                                                | D-5-71-136-398 | weitere Bilder            |
| Nördlinger Straße 63 (Standort)                           | Wohnhaus                                          | zweigeschossiger verputzter Giebelbau mit Satteldach und Kranausleger, 15./16. Jahrhundert | D-5-71-136-400 | weitere Bilder            |

### O
| Lage                                                   | Objekt                                                             | Beschreibung | Akten-Nr.      | Bild           |
| ------------------------------------------------------ | ------------------------------------------------------------------ | --- | -------------- | -------------- |
| Oberer Mauerweg 2 (Standort)                           | Ehemalige Landknechtswohnungen                                     | Traufseitiges an die Stadtmauer gebautes zweigeschossiges Wohnhaus mit Satteldach und Spitzerker, 16. bis 18. Jahrhundert | D-5-71-136-404 | weitere Bilder |
| Oberer Mauerweg 4 (Standort)                           | Ehemalige Landknechtswohnungen                                     | Traufseitig an die Stadtmauer gebautes zweigeschossiges Wohnhaus mit Satteldach, verputzter Massivbau, 16. bis 18. Jahrhundert | D-5-71-136-405 | weitere Bilder |
| Oberer Mauerweg 6 (Standort)                           | Ehemalige Landknechtswohnungen                                     | Traufseitig an die Stadtmauer gebautes zweigeschossiges Massivhaus mit Satteldach, 16. bis 18. Jahrhundert | D-5-71-136-406 | weitere Bilder |
| Oberer Mauerweg 8 (Standort)                           | Ehemaliges Glockengießerhaus                                       | Traufseitig an die Stadtmauer gebautes zweigeschossiges Wohnhaus mit Satteldach, verputzter Massivbau, 16. bis 18. Jahrhundert | D-5-71-136-407 | weitere Bilder |
| Oberer Mauerweg 10 (Standort)                          | Ehemaliges Glockengießerhaus                                       | Traufseitig an die Stadtmauer gebautes zweigeschossiges Wohnhaus mit Satteldach, verputzter Massivbau, 16. bis 18. Jahrhundert | D-5-71-136-408 | weitere Bilder |
| Oberer Mauerweg 24 (Standort)                          | Wohnhaus im Stadtgraben                                            | Langgestreckter zweigeschossiger Walmdachbau mit Putzgliederung, im Kern 18. Jahrhundert, Erweiterungen nach 1825 | D-5-71-136-415 | weitere Bilder |
| Oberer Mauerweg 44 (Standort)                          | Wohnhaus                                                           | Giebelseitig an die Stadtmauer gebauter, zweigeschossiger Satteldachbau, mit Kranausleger, Giebelluke und seitlichem Anbau, 18. Jahrhundert; zugehörig Stadtmauer                                                                      | D-5-71-136-425 | weitere Bilder |
| Oberer Mauerweg 46 (Standort)                          | Gartenvilla                                                        | Zweigeschossiger Satteldachbau mit Fachwerkgiebel, erdgeschossiger Querflügel mit Fachwerk-Kniestock und eingeschossiger Anbau mit Satteldach, im Heimatstil, um 1900                                                                  | D-5-71-136-426 | weitere Bilder |
| Obere Schmiedgasse (Standort)                          | Ziehbrunnen                                                        | Gemauerte Brunneneinfassung mit hölzerner Brunnensäule und Schwingbaum, teilweise mittelalterlich | D-5-71-136-447 | weitere Bilder |
| Obere Schmiedgasse 1 (Standort)                        | Ehemaliges Ackerbürgerhaus                                         | Zweigeschossiger Giebelbau mit steilem Satteldach und verputztem Fachwerk-Giebel, Rundbogenportal aus Sandstein, erstes Viertel 19. Jahrhundert mit älterem Kern                                                                       | D-5-71-136-429 | weitere Bilder |
| Obere Schmiedgasse 2 (Standort)                        | Wohn- und Geschäftshaus                                            | Zweigeschossiger verputzter Giebelbau mit Satteldach, 17. bis 19. Jahrhundert | D-5-71-136-430 | weitere Bilder |
| Obere Schmiedgasse 4 (Standort)                        | Wohnhaus                                                           | Zweigeschossiger verputzter Giebelbau mit steilem Satteldach, 16./17. Jahrhundert, entkernt | D-5-71-136-431 | weitere Bilder |
| Obere Schmiedgasse 6 (Standort)                        | Wohnhaus                                                           | Zweigeschossiger verputzter Giebelbau mit steilem Satteldach und Kranausleger, wohl Säulenbau, um 1500 | D-5-71-136-432 | weitere Bilder |
| Obere Schmiedgasse 7 (Standort)                        | Wohnhaus                                                           | Kleiner zweigeschossiger Giebelbau mit steilem Satteldach und Fachwerk-Obergeschoss, um 1600 | D-5-71-136-433 | weitere Bilder |
| Obere Schmiedgasse 8; Obere Schmiedgasse 8a (Standort) | Wohnhaus                                                           | Zweigeschossiger verputzter Giebelbau mit steilem Satteldach und Kranausleger, verputztes Fachwerk, dendrochronologisch datiert 1431                                                                                                   | D-5-71-136-434 | weitere Bilder |
| Obere Schmiedgasse 9 (Standort)                        | Wohnhaus                                                           | Zweigeschossiger breiter Giebelbau mit Satteldach und unverputztem Fachwerk-Giebel, 17./18. Jahrhundert, erneuert | D-5-71-136-435 | weitere Bilder |
| Obere Schmiedgasse 10 (Standort)                       | Wohnhaus                                                           | Zweigeschossiger Giebelbau mit steilem Satteldach, verputztes Fachwerk, vor 1600 | D-5-71-136-436 | weitere Bilder |
| Nähe Obere Schmiedgasse 10 (Standort)                  | Scheune                                                            | Eingeschossiger geschlämmter Backsteinbau mit Steildach, 18. Jahrhundert | D-5-71-136-436 | weitere Bilder |
| Obere Schmiedgasse 11 (Standort)                       | Wohnhaus                                                           | Zweigeschossiger Giebelbau mit steilem Satteldach, Kranausleger und doppelter Giebelluke, verputztes Fachwerk, zweite Hälfte 14. Jahrhundert                                                                                           | D-5-71-136-437 | weitere Bilder |
| Obere Schmiedgasse 12 (Standort)                       | Wohnhaus                                                           | Zweigeschossiger verputzter Traufseitbau mit steilem Satteldach, ehemalige Fachwerk-Krangaube und Ecklisenen, Kern 17. Jahrhundert, Fassade und Veränderungen 19. Jahrhundert                                                          | D-5-71-136-438 | weitere Bilder |
| Obere Schmiedgasse 13 (Standort)                       | Wohnhaus                                                           | Zweigeschossiger Giebelbau mit steilem Satteldach und Kranausleger, wohl verputztes Fachwerk-Obergeschoss, 17./18. Jahrhundert | D-5-71-136-439 | weitere Bilder |
| Obere Schmiedgasse 13 (Standort)                       | Scheune                                                            | Teilweise verputzter Fachwerkbau mit Satteldach, 18. Jahrhundert | D-5-71-136-439 | weitere Bilder |
| Obere Schmiedgasse 14 (Standort)                       | Wohnhaus                                                           | Ehemaliger eingeschossiger Giebelbau mit Kranausleger und mehreren Giebelluken, steiles Satteldach rückseitig abgewalmt, verputzter Säulenbau, erste Hälfte 15. Jahrhundert, Firstdrehung und Aufstockung erste Hälfte 16. Jahrhundert | D-5-71-136-440 | weitere Bilder |
| Obere Schmiedgasse 16 (Standort)                       | Ehemalige reichsstädtische Stadtbaumeisterei                       | Zweigeschossiger verputzter Traufseitbau mit steilem Satteldach und vorkragendem Fachwerk-Obergeschoss und -Giebel, dendrochronologisch datiert 1394 und 1476, Putzgliederung 18. Jahrhundert                                          | D-5-71-136-441 | weitere Bilder |
| Obere Schmiedgasse 16 (Standort)                       | Toreinfahrt der ehemaligen reichsstädtische Stadtbaumeisterei      | Einfache Bogenöffnung aus Werkstein, 18. Jahrhundert, nach 1825 nach hinten versetzt | D-5-71-136-441 | weitere Bilder |
| Obere Schmiedgasse 18 (Standort)                       | Ehemaliges Werkstattgebäude der reichsstädtische Stadtbaumeisterei | Erdgeschossiger langgestreckter Werksteinbau mit flachem Satteldach und Krangauben, im Kern 18. Jahrhundert, nach 1825 beidseitig verlängert                                                                                           | D-5-71-136-441 | weitere Bilder |
| Obere Schmiedgasse 20 (Standort)                       | Wohnhaus                                                           | Zweigeschossiger Giebelbau mit steilem Satteldach, ehemals verputzter Säulenbau, im Kern vor 1500, Veränderungen 17./18. Jahrhundert                                                                                                   | D-5-71-136-442 | weitere Bilder |
| Obere Schmiedgasse 22 (Standort)                       | Wohnhaus                                                           | Zweigeschossiger Giebelbau mit steilem Satteldach, vorkragendem verputztem Fachwerk-Giebel und Kranausleger, im Kern vor 1500 | D-5-71-136-443 | weitere Bilder |
| Obere Schmiedgasse 24 (Standort)                       | Wohnhaus                                                           | Schmaler zweigeschossiger Giebelbau mit Satteldach und Kranausleger, Fachwerk teilweise verputzt, um 1600 | D-5-71-136-444 | weitere Bilder |
| Obere Schmiedgasse 26 (Standort)                       | Wohnhaus                                                           | Zweigeschossiger verputzter Traufseitbau mit Satteldach und Krangaube, um 1600, Umbau zweite Hälfte 18. Jahrhundert | D-5-71-136-445 | weitere Bilder |
| Obere Schmiedgasse 28 (Standort)                       | Wohnhaus                                                           | Schmaler zweigeschossiger Giebelbau mit Steildach und vorkragendem Giebel, vor 1600, erweitert nach 1825 | D-5-71-136-446 | weitere Bilder |

### P
| Lage                      | Objekt                                          | Beschreibung | Akten-Nr.      | Bild           |
| ------------------------- | ----------------------------------------------- | --- | -------------- | -------------- |
| Pfluggasse (Standort)     | Brunneneinfassung eines ehemaligen Ziehbrunnens | Massiv, wohl noch mittelalterlich, Brunnensäule und Schwingbaum erneuert | D-5-71-136-460 | weitere Bilder |
| Pfluggasse 2 (Standort)   | Wohnhaus                                        | Zweigeschossiger verputzter Giebelbau mit steilem Satteldach, 18. Jahrhundert | D-5-71-136-448 | weitere Bilder |
| Pfluggasse 2 a (Standort) | Ehemalige Scheune                               | Angefügtes zweigeschossiges Rückgebäude zu Dr.-Martin-Luther-Straße 21, mit Satteldach, verputztes Fachwerk, Wappenstein bezeichnet „1567“                                                | D-5-71-136-110 | weitere Bilder |
| Pfluggasse 3 (Standort)   | Wohnhaus                                        | Zweigeschossiger schmaler Giebelbau mit Mansarddach, Kranausleger und Putzgliederung, spätes 18./frühes 19. Jahrhundert                                                                   | D-5-71-136-449 | weitere Bilder |
| Pfluggasse 4 (Standort)   | Wohnhaus                                        | Zweigeschossiger Traufseitbau mit steilem Satteldach, wohl verputztes Fachwerk-Obergeschoss, um 1600                                                                                      | D-5-71-136-450 | weitere Bilder |
| Pfluggasse 5 (Standort)   | Wohnhaus                                        | Zweigeschossiger Giebelbau mit Satteldach, wohl verputztes Fachwerk, um 1600 | D-5-71-136-451 | weitere Bilder |
| Pfluggasse 7 (Standort)   | Wohnhaus                                        | Zweigeschossiger Giebelbau mit steilem Satteldach und Kranausleger, wohl verputzter Säulenbau, vor 1600                                                                                   | D-5-71-136-452 | weitere Bilder |
| Pfluggasse 8 (Standort)   | Wohnhaus                                        | Zweigeschossiger breiter Giebelbau mit steilem Satteldach, Kranausleger und -luken, Giebeldreieck leicht vorkragend, verputzter Säulenbau, vor 1600, im 20. Jahrhundert stark verändert   | D-5-71-136-453 | weitere Bilder |
| Pfluggasse 9 (Standort)   | Wohnhaus                                        | Zweigeschossiger Giebelbau mit steilem Satteldach, verputzter Säulenbau, vor 1500 | D-5-71-136-454 | weitere Bilder |
| Pfluggasse 10 (Standort)  | Wohnhaus                                        | Zweigeschossiger Giebelbau mit steilem Satteldach und Kranausleger, vor 1600, im 20. Jahrhundert stark verändert                                                                          | D-5-71-136-455 | weitere Bilder |
| Pfluggasse 13 (Standort)  | Wohnhaus                                        | Zweigeschossiger Giebelbau mit steilem Satteldach, Kranausleger und -luke, verputzter Säulenbau, um 1400                                                                                  | D-5-71-136-457 | weitere Bilder |
| Pfluggasse 15 (Standort)  | Wohnhaus                                        | Zweigeschossiger Giebelbau mit steilem Satteldach und vorkragendem Giebel, verputztes Fachwerk, vor 1500, Ende 20. Jahrhundert stark verändert                                            | D-5-71-136-458 | weitere Bilder |
| Pfluggasse 17 (Standort)  | Wohnhaus                                        | Zweigeschossiger verputzter Traufseitbau mit Satteldach, vorkragendem Fachwerkgiebel und Aufzugserker, 17./18. Jahrhundert                                                                | D-5-71-136-459 | weitere Bilder |
| Plätzle 1 (Standort)      | Wohnhaus                                        | Zweigeschossiger Giebelbau in Ecklage mit steilem Satteldach, Kranausleger und verputztem vorkragendem Fachwerk-Obergeschoss und -Giebel, im Kern 15. Jahrhundert, 17./18. Jahrhundert    | D-5-71-136-28  | weitere Bilder |
| Plätzle 2 (Standort)      | Ehemaliges Ackerbürgerhaus                      | Zweigeschossiger breiter Giebelbau mit steilem Satteldach, Kranausleger und verputztem Fachwerk-Obergeschoss und -Giebel, 18./19. Jahrhundert, im Kern älter, Umbauten im 20. Jahrhundert | D-5-71-136-29  | weitere Bilder |
| Plätzle 6 (Standort)      | Wohnhaus                                        | Zweigeschossiger verputzter Giebelbau mit Steildach und vorkragendem Fachwerk-Obergeschoss und -Giebel, im Kern 16./17. Jahrhundert                                                       | D-5-71-136-652 | weitere Bilder |

### R
| Lage                             | Objekt                                                                  | Beschreibung | Akten-Nr.                | Bild           |
| -------------------------------- | ----------------------------------------------------------------------- | --- | ------------------------ | -------------- |
| Rossbrunnengasse (Standort)      | Ziehbrunnen                                                             | Sogenannter Rossbrunnen, Brunneneinfassung aus Sandsteinquadern mit holzverkleidetem Brunnenstock, nachmittelalterlich                                        | D-5-71-136-471           | weitere Bilder |
| Rossbrunnengasse 1 (Standort)    | Wohnhaus                                                                | Zweigeschossiger Traufseitbau mit Satteldach, wohl verputztes Fachwerk, um 1600                                                                               | D-5-71-136-461           | weitere Bilder |
| Rossbrunnengasse 2 (Standort)    | Wohnhaus                                                                | Zweigeschossiger schmaler Giebelbau mit steilem Satteldach und seitlichem Abtrittserker, verputzter Stockwerksbau, um 1500                                    | D-5-71-136-462           | weitere Bilder |
| Rossbrunnengasse 3 (Standort)    | Wohnhaus                                                                | Zweigeschossiger verputzter Giebelbau mit steilem Satteldach, Säulenbau, vor 1500                                                                             | D-5-71-136-463           | weitere Bilder |
| Rossbrunnengasse 4 (Standort)    | Wohnhaus                                                                | Kleiner zweigeschossiger Giebelbau mit Satteldach und vorkragendem Giebeldreieck, wohl verputzter Säulenbau, vor 1500                                         | D-5-71-136-464           | weitere Bilder |
| Rossbrunnengasse 6 (Standort)    | Wohnhaus                                                                | Zweigeschossiger Traufseitbau in Ecklage mit steilem Satteldach, vorkragendem Obergeschoss und Fachwerkgiebel, um 1600                                        | D-5-71-136-465           | weitere Bilder |
| Rossbrunnengasse 10 (Standort)   | Wohnhaus                                                                | Zweigeschossiger Giebelbau in Ecklage mit steilem Satteldach, Kranausleger und -luke, verputzter Geschossbau mit massivem Erdgeschoss, vor 1500               | D-5-71-136-467           | weitere Bilder |
| Rossbrunnengasse 12 (Standort)   | Wohnhaus                                                                | Zweigeschossiger Giebelbau mit steilem Satteldach und seitlichem Anbau, verputztes Fachwerk-Obergeschoss und -Giebel, vor 1600                                | D-5-71-136-468           | weitere Bilder |
| Rossbrunnengasse 14 (Standort)   | Portaleingang zu tiefen Kellergewölben des ehemaligen Kapuzinerklosters | 17./18. Jahrhundert | D-5-71-136-472           | weitere Bilder |
| Rossbrunnengasse 14 (Standort)   | Ehemalige Scheune mit nachträglichem Wohnteil                           | Zweigeschossiger Giebelbau mit steilem Krüppelwalmdach, unverputztem Fachwerk-Obergeschoss, vorkragenden Fachwerk-Giebelgeschossen und Kranluken, um 1500     | D-5-71-136-469           | weitere Bilder |
| Rossbrunnengasse 16 (Standort)   | Wohnhaus                                                                | Verputzter zweigeschossiger Steildachbau, im Kern wohl 16. Jahrhundert                                                                                        | D-5-71-136-470           | weitere Bilder |
| Nähe Rossbrunnengasse (Standort) | Ehemalige Scheune der katholische Kirchenpflege                         | Großer zweigeschossiger Ständerbau mit steilem Satteldach und vorkragenden Giebelgeschossen, teilweise massiv mit Resten alter Bemalung, um 1550              | D-5-71-136-466           | weitere Bilder |
| Russelberg 1 (Standort)          | Wohnhaus                                                                | Zweigeschossiger Traufseitbau mit steilem Satteldach und ehemalige Krangaube, wohl verputzter Säulenbau, vor 1600                                             | D-5-71-136-473           | weitere Bilder |
| Russelberg 2 (Standort)          | Wohnhaus                                                                | Zweigeschossiger verputzter Eckbau mit steilem Satteldach, 18. Jahrhundert, mit älterem Kern                                                                  | D-5-71-136-474           | weitere Bilder |
| Russelberg 2 (Standort)          | Nebengebäude                                                            | Erdgeschossiger Massivbau mit steilem Satteldach, 18. Jahrhundert, Änderungen im 19. Jahrhundert                                                              | D-5-71-136-474           | weitere Bilder |
| Russelberg 3 (Standort)          | Wohnhaus                                                                | Zweigeschossiger verputzter Giebelbau in Ecklage mit Halbwalmdach und vorkragendem Giebel, vor 1600                                                           | D-5-71-136-475           | weitere Bilder |
| Russelberg 4 (Standort)          | Wohnhaus                                                                | Zweigeschossiger Giebelbau mit steilem Satteldach, Rundbogenportal und Kranausleger, wohl verputzter Säulenbau, vor 1600                                      | D-5-71-136-476           | weitere Bilder |
| Russelberg 6 (Standort)          | Wohnhaus                                                                | Zweigeschossiger verputzter Giebelbau mit Satteldach und Kranausleger, vor 1600                                                                               | D-5-71-136-478           | weitere Bilder |
| Russelberg 8 (Standort)          | Wohnhaus                                                                | Zweigeschossiger Giebelbau mit Satteldach, Kranausleger und Fachwerkgiebel, im Kern 16./17. Jahrhundert                                                       | D-5-71-136-479           | weitere Bilder |
| Russelberggasse 1 (Standort)     | Wohnhaus                                                                | Dreigeschossiger, teilweise verputzter Traufseitbau mit Satteldach und Fachwerk-Obergeschoss, vor 1500                                                        | D-5-71-136-481           | weitere Bilder |
| Russelberggasse 2 (Standort)     | Wohnhaus                                                                | Breiter zweigeschossiger Giebelbau mit Satteldach und erneuerten vorkragenden Giebelgeschossen, um 1600                                                       | D-5-71-136-482           | weitere Bilder |
| Russelberggasse 4 (Standort)     | Wohnhaus                                                                | Zweigeschossiger Giebelbau mit steilem Satteldach und Kranausleger, verputzter Säulenbau, vor 1500, Putzgliederung 18. Jahrhundert                            | D-5-71-136-483           | weitere Bilder |
| Russelberggasse 5 (Standort)     | Nebengebäude                                                            | Traufseitiger Satteldachbau, verputzt, 18. Jahrhundert | D-5-71-136-481 zugehörig | weitere Bilder |
| Russelberggasse 6 (Standort)     | Ehemaliges Ackerbürgerhaus                                              | Zweigeschossiger hoher Giebelbau mit steilem Satteldach, Kranausleger und Scheuneneinfahrt, leicht vorkragende Giebelgeschosse, verputzter Säulenbau, um 1400 | D-5-71-136-484           | weitere Bilder |
| Russelberggasse 7 (Standort)     | Ehemaliges Ackerbürgerhaus                                              | Zweigeschossiger hoher Giebelbau mit Satteldach, Kranausleger und Stichbogentor, verputzt, 17./18. Jahrhundert                                                | D-5-71-136-485           | weitere Bilder |
| Russelberggasse 8 (Standort)     | Wohnhaus                                                                | Zweigeschossiger Giebelbau mit steilem Satteldach, verputzter Stockwerksbau, vor 1500                                                                         | D-5-71-136-486           | weitere Bilder |
| Russelberggasse 11 (Standort)    | Ehemalige Scheune                                                       | Zweigeschossiger hoher Giebelbau mit Fachwerk-Obergeschoss, Satteldach und Kranausleger, 17./18. Jahrhundert                                                  | D-5-71-136-487           | weitere Bilder |
| Russelberggasse 12 (Standort)    | Wohnhaus                                                                | Zweigeschossiger Giebelbau mit Satteldach, Kranausleger und -luken, verputztes Fachwerk, 1530/40                                                              | D-5-71-136-488           | weitere Bilder |
| Russelberggasse 13 (Standort)    | Ehemaliges Ackerbürgerhaus                                              | Zweigeschossiger Giebelbau mit steilem Satteldach und Kranausleger, wohl verputzter Säulenbau, vor 1600                                                       | D-5-71-136-489           | weitere Bilder |
| Russelberggasse 14 (Standort)    | Ehemaliges Ackerbürgerhaus                                              | Zweigeschossiger verputzter Giebelbau mit steilem Satteldach und Kranausleger, vor 1500                                                                       | D-5-71-136-490           | weitere Bilder |
| Russelberggasse 18 (Standort)    | Wohnhaus                                                                | Zweigeschossiger Giebelbau in Ecklage, mit steilem Satteldach, Kranausleger und Putzgliederung, 18. Jahrhundert                                               | D-5-71-136-492           | weitere Bilder |

### S
| Lage                                              | Objekt                                                                                  | Beschreibung | Akten-Nr.      | Bild           |
| ------------------------------------------------- | --------------------------------------------------------------------------------------- | --- | -------------- | -------------- |
| Schäfergässlein 2 (Standort)                      | Ehemaliges Ackerbürgerhaus                                                              | Zweigeschossiger Wohnstallbau mit Krüppelwalmdach, Fachwerk-Obergeschoss und vorkragenden Fachwerk-Giebelgeschossen, bezeichnet „1550“ | D-5-71-136-493 | weitere Bilder |
| Schrannengasse 2 (Standort)                       | Wohn- und Geschäftshaus                                                                 | Dreigeschossiger Giebelbau in Ecklage mit steilem Satteldach, Kranausleger und verputzten vorkragenden Fachwerk-Obergeschossen und -Giebel, zweite Hälfte 15. Jahrhundert, Erdgeschoss im Stil der Neurenaissance gestaltet, 19. Jahrhundert | D-5-71-136-580 | weitere Bilder |
| Schreinersgasse 1 (Standort)                      | Wohnhaus                                                                                | Zweigeschossiger Giebelbau mit steilem Satteldach und verputztem Fachwerkgiebel, um 1600 | D-5-71-136-495 | weitere Bilder |
| Schreinersgasse 2 (Standort)                      | Wohn- und Geschäftshaus                                                                 | Zweigeschossiger Giebelbau mit vorkragendem Obergeschoss, steilem Satteldach und Kranausleger, verputztes Fachwerk, um 1600 | D-5-71-136-496 | weitere Bilder |
| Schreinersgasse 3 (Standort)                      | Wohn- und Geschäftshaus                                                                 | Zweigeschossiger Giebelbau mit steilem Satteldach, Kranausleger und leicht vorkragendem Giebeldreieck, um 1600 | D-5-71-136-497 | weitere Bilder |
| Schreinersgasse 5 (Standort)                      | Wohn- und Geschäftshaus                                                                 | Breit gelagerter zweigeschossiger Giebelbau mit steilem Satteldach und Kranausleger, wohl verputzter Säulenbau, vor 1600, Giebelverbretterung jünger                                                                                         | D-5-71-136-498 | weitere Bilder |
| Schreinersgasse 7 (Standort)                      | Wohn- und Geschäftshaus                                                                 | Zweigeschossiger verputzter Giebelbau mit steilem Satteldach, im Kern 17. Jahrhundert, Metzgerhauszeichen bezeichnet „1772“ | D-5-71-136-499 | weitere Bilder |
| Schreinersgasse 10 (Standort)                     | Wohnhaus                                                                                | Zweigeschossiger hoher Giebelbau mit Satteldach, Kranausleger und -luken, verputztes Fachwerk-Obergeschoss und -Giebel vorkragend, vor 1600                                                                                                  | D-5-71-136-501 | weitere Bilder |
| Schreinersgasse 11 (Standort)                     | Nebengebäude zum Gasthaus Goldene Gans                                                  | Dreigeschossiger verputzter Walmdachbau, 18. Jahrhundert | D-5-71-136-502 | weitere Bilder |
| Schreinersgasse 12 (Standort)                     | Wohn- und Geschäftshaus                                                                 | Zweigeschossiger Traufseitbau in Ecklage mit Satteldach, teilweise vorkragendem Obergeschoss und Fachwerkgiebel, um 1600 | D-5-71-136-503 | weitere Bilder |
| Schreinersgasse 16 (Standort)                     | Wohnhaus                                                                                | Zweigeschossiger Satteldachbau in Ecklage, verputztes Fachwerk, bezeichnet „1546“ | D-5-71-136-505 | weitere Bilder |
| Schreinersgasse 18 (Standort)                     | Wohnhaus                                                                                | Zweigeschossiger Giebelbau mit steilem Satteldach, Stichbogenportal, Kranausleger und -luken sowie seitlichem Anbau, wohl verputzter Säulenbau, vor 1500                                                                                     | D-5-71-136-506 | weitere Bilder |
| Schreinersgasse 19 (Standort)                     | Ehemalige Scheune mit Wohngeschoss                                                      | Zweigeschossiger breiter Giebelbau mit Satteldach, Kranausleger und -luken, verputztes Fachwerk, 18. Jahrhundert | D-5-71-136-507 | weitere Bilder |
| Schreinersgasse 20 (Standort)                     | Wohnhaus                                                                                | Zweigeschossiger Giebelbau mit steilem Satteldach, Kranausleger und Geschossleisten am Giebel, 18. Jahrhundert | D-5-71-136-508 | weitere Bilder |
| Schreinersgasse 26 (Standort)                     | Wohn- und Geschäftshaus                                                                 | Zweigeschossiger Eckbau mit steilem Satteldach, Kranausleger und weit vorkragendem Obergeschoss, verputztes Fachwerk, 16. Jahrhundert | D-5-71-136-509 | weitere Bilder |
| Nähe Schwedenstegweg; Nähe Bleichweg (Standort)   | Gartenhaus                                                                              | Erdgeschossiger Putzbau auf hohem Kellergeschoss, mit Walmdach, im Kern 18. Jahrhundert, verlängert zweite Hälfte 19. Jahrhundert | D-5-71-136-76  | weitere Bilder |
| Schweinemarkt 1 (Standort)                        | Ehemalige Brauereigaststätte, jetzt Gasthof Blauer Hecht                                | Zweigeschossiger barocker Eckbau mit steilem Mansarddach und Putzgliederung, 18. Jahrhundert | D-5-71-136-511 | weitere Bilder |
| Schweinemarkt 2 (Standort)                        | Wohnhaus                                                                                | Zweigeschossiger verputzter Giebelbau mit steilem Satteldach und Kranluken, im Kern 16. Jahrhundert, Änderungen im 18. Jahrhundert und Umbau zum Ackerbürgerhaus nach 1825                                                                   | D-5-71-136-512 | weitere Bilder |
| Segringer Straße 1 (Standort)                     | Wohn- und Geschäftshaus                                                                 | Dreigeschossiger Giebelbau mit steilem Satteldach und vorkragenden verputzten Fachwerk-Obergeschossen, im Kern vor 1600, Veränderungen im 19. Jahrhundert                                                                                    | D-5-71-136-513 | weitere Bilder |
| Segringer Straße 2 (Standort)                     | Ehemalige Ratstrinkstube, sogenanntes Gustav-Adolf-Haus                                 | Dreigeschossiger hoher Massivbau mit Satteldach, Staffel- und Schweifgiebel, verputzt, mit Uhrgaube und barockem Dachreiter, um 1550 | D-5-71-136-514 | weitere Bilder |
| Segringer Straße 3; Segringer Straße 5 (Standort) | Doppelhaus, sogenanntes Schwarzländer-Breitinger-Haus                                   | Dreigeschossiger Giebelbau mit steilem Satteldach und vorkragenden Fachwerk-Obergeschossen und Giebelgeschossen, teilweise verputzt, mit Kranauslegern, aus ehemals zwei Gebäuden um 1550 entstanden                                         | D-5-71-136-515 | weitere Bilder |
| Segringer Straße 4 (Standort)                     | Wohn- und Geschäftshaus                                                                 | Breit gelagerter verputzter Giebelbau mit flachem Satteldach und vorkragenden Fachwerk-Obergeschossen und -Giebelgeschossen, Kranausleger, vor 1600; Gebäude wurde 2022 durch einen Brand beschädigt; 2024 bis auf den Keller abgerissen     | D-5-71-136-516 | weitere Bilder |
| Segringer Straße 6 (Standort)                     | Wohn- und Geschäftshaus                                                                 | Schmaler dreigeschossiger Giebelbau mit Satteldach und vorkragendem zweitem Obergeschoss und Dachgeschoss, um 1500 | D-5-71-136-518 | weitere Bilder |
| Segringer Straße 7 (Standort)                     | Ehemaliges Patrizierhaus, sogenanntes Hezel-Haus                                        | Dreigeschossiger Giebelbau mit steilem Satteldach und kleinem Schopfwalm, vorkragende verputzte Fachwerk-Obergeschosse und sichtbare Fachwerk-Giebelgeschosse, massiver Keller und Erdgeschoss 14./15. Jahrhundert, Fachwerk um 1550         | D-5-71-136-519 | weitere Bilder |
| Segringer Straße 7 (Standort)                     | Hof mit Nebengebäuden                                                                   | Dreigeschossiger Schopfwalmbau mit doppelgeschossiger Holzgalerie und angefügtem Torbau mit drei Geschossen, östliches dreigeschossiges Nebengebäude mit vorkragenden Fachwerkgeschossen und Satteldach, erste Hälfte 15. Jahrhundert        | D-5-71-136-519 | weitere Bilder |
| Segringer Straße 7 (Standort)                     | Ehemalige Scheune                                                                       | Zweigeschossiger Fachwerkbau mit steilem Satteldach und angefügtem erdgeschossigem Nebengebäude, nach 1825 | D-5-71-136-519 | weitere Bilder |
| Segringer Straße 8 (Standort)                     | Hotel und Gasthaus zur Goldenen Kanne                                                   | Dreigeschossiger verputzter Giebelbau mit steilem Satteldach und polygonalem Eckerker, im Kern 1690, nach Brand historisierender Neubau 1911, Ausleger des 18. Jahrhunderts                                                                  | D-5-71-136-520 | weitere Bilder |
| Segringer Straße 9 (Standort)                     | Ehemaliges Patrizierhaus und Brothaus                                                   | Zweigeschossiger verputzter Giebelbau mit Satteldach, vorkragenden Giebelgeschossen und Kranausleger, bezeichnet „1562“ und „1573“ | D-5-71-136-521 | weitere Bilder |
| Segringer Straße 11 (Standort)                    | Wohn- und Geschäftshaus                                                                 | Zweigeschossiger Giebelbau mit steilem Satteldach und Kranluken, rückwärtige Anbauten, vor 1600 | D-5-71-136-522 | weitere Bilder |
| Segringer Straße 11 a (Standort)                  | Rückgebäude                                                                             | Zweigeschossig mit Satteldach und Fachwerkgiebel, Säulenbau, um 1400 | D-5-71-136-522 | weitere Bilder |
| Segringer Straße 12 (Standort)                    | Wohn- und Geschäftshaus                                                                 | Zweigeschossiger Giebelbau mit steilem Satteldach, Fachwerkgiebel und Kranausleger, 17./18. Jahrhundert | D-5-71-136-523 | weitere Bilder |
| Segringer Straße 13 (Standort)                    | Wohn- und Geschäftshaus                                                                 | Zweigeschossiger verputzter Giebelbau mit steilem Satteldach und flachem Eckerker, im Kern 17./18. Jahrhundert, Umbauten 19./20. Jahrhundert                                                                                                 | D-5-71-136-524 | weitere Bilder |
| Segringer Straße 14 (Standort)                    | Wohn- und Geschäftshaus                                                                 | Dreigeschossiger Giebelbau mit steilem Satteldach und vorkragenden verputzten Fachwerk-Giebelgeschossen, 16./17. Jahrhundert | D-5-71-136-525 | weitere Bilder |
| Segringer Straße 15 (Standort)                    | Wohn- und Geschäftshaus                                                                 | Dreigeschossiger Giebelbau mit Steildach und vorkragenden Obergeschossen, verputztes Fachwerk mit Kranluken, vor 1600 | D-5-71-136-526 | weitere Bilder |
| Segringer Straße 16 (Standort)                    | Wohn- und Geschäftshaus                                                                 | Zweigeschossiger Giebelbau mit steilem, tief heruntergezogenem Satteldach und Kranausleger, verputztes Fachwerk, vor 1600 | D-5-71-136-527 | weitere Bilder |
| Segringer Straße 17 (Standort)                    | Wohn- und Geschäftshaus                                                                 | Dreigeschossiger Giebelbau mit Satteldach und Putzgliederung, Ober- und Giebelgeschosse vorkragend, vor 1600, Veränderungen im 18. Jahrhundert                                                                                               | D-5-71-136-528 | weitere Bilder |
| Segringer Straße 17 (Standort)                    | Gartenhaus                                                                              | Erdgeschossiger Walmdachbau aus ehemals verputztem Haustein, 15./16. Jahrhundert | D-5-71-136-528 | weitere Bilder |
| Segringer Straße 17 (Standort)                    | Gartenpavillon                                                                          | Mit Pyramidendach, 18./19. Jahrhundert | D-5-71-136-528 | BW             |
| Segringer Straße 18 (Standort)                    | Wohn- und Geschäftshaus                                                                 | Kleiner zweigeschossiger Giebelbau mit steilem Satteldach, wohl verputzter Säulenbau, vor 1600 | D-5-71-136-529 | weitere Bilder |
| Segringer Straße 19 (Standort)                    | Wohn- und Geschäftshaus                                                                 | Dreigeschossiger Giebelbau in Ecklage mit Steildach und leicht vortretendem zweiten Obergeschoss, verputztes Fachwerk, um 1500 | D-5-71-136-530 | weitere Bilder |
| Segringer Straße 20 (Standort)                    | Wohn- und Geschäftshaus                                                                 | Dreigeschossiger Giebelbau mit steilem Satteldach, Kranausleger und leicht vorkragenden Giebelgeschossen, verputztes Fachwerk, vor 1600 | D-5-71-136-531 | weitere Bilder |
| Segringer Straße 21 (Standort)                    | Ehemalige Scheune                                                                       | Zweigeschossiger Giebelbau mit Satteldach, unverputztem Fachwerk-Obergeschoss und -Giebel, bezeichnet „1776“ | D-5-71-136-532 | weitere Bilder |
| Segringer Straße 22 (Standort)                    | Wohn- und Geschäftshaus                                                                 | Dreigeschossiger Walmdachbau mit Krangaube und -ausleger sowie Putzgliederung, 17./18. Jahrhundert, im Kern älter | D-5-71-136-533 | weitere Bilder |
| Segringer Straße 24 (Standort)                    | Wohn- und Geschäftshaus                                                                 | Zweigeschossiger verputzter Eckbau mit Steilsatteldach und barockem Schweifgiebel, 17. Jahrhundert | D-5-71-136-535 | weitere Bilder |
| Segringer Straße 25 (Standort)                    | Wohn- und Geschäftshaus                                                                 | Dreigeschossiger Giebelbau in Ecklage mit steilem Satteldach und vorkragenden Obergeschossen, wohl verputztes Fachwerk, 16. Jahrhundert | D-5-71-136-536 | weitere Bilder |
| Segringer Straße 27 (Standort)                    | Wohn- und Geschäftshaus                                                                 | Zweigeschossiger verputzter Giebelbau mit steilem Satteldach und Kranausleger, vor 1600 | D-5-71-136-537 | weitere Bilder |
| Segringer Straße 29 (Standort)                    | Wohn- und Geschäftshaus                                                                 | Dreigeschossiger verputzter Giebelbau in Ecklage mit steilem Satteldach und Kranausleger, zweites Obergeschoss vorkragend, vor 1600 | D-5-71-136-539 | weitere Bilder |
| Segringer Straße 30 (Standort)                    | Ehemalige Reichsposthalterei und Gasthof zum Stern, seit 1855 sogenanntes Neues Rathaus | Mächtiger, drei- und viergeschossiger verputzter Walmdachbau mit Dreiecksgiebel und altanenartigem Dachaufbau, 1733, Veränderungen um 1750 und erstes Drittel 20. Jahrhundert                                                                | D-5-71-136-540 | weitere Bilder |
| Segringer Straße 32 (Standort)                    | Wohn- und Geschäftshaus                                                                 | Dreigeschossiger verputzter Giebelbau mit steilem Satteldach und Kranausleger, im Kern 17./18. Jahrhundert | D-5-71-136-542 | weitere Bilder |
| Segringer Straße 33 (Standort)                    | Wohn- und Geschäftshaus                                                                 | Dreigeschossiger Traufseitbau mit Satteldach, vorkragenden Obergeschossen und Krangaube mit -ausleger, vor 1600 | D-5-71-136-543 | weitere Bilder |
| Segringer Straße 35 (Standort)                    | Wohn- und Geschäftshaus                                                                 | Dreigeschossiger Giebelbau mit steilem Satteldach und vorkragendem Obergeschoss, vor 1600 | D-5-71-136-544 | weitere Bilder |
| Segringer Straße 36 (Standort)                    | Wohn- und Geschäftshaus                                                                 | Dreigeschossiger Giebelbau mit Satteldach, Kranausleger und vorkragendem zweitem Obergeschoss, vor 1600, Fachwerkgiebel erneuert | D-5-71-136-545 | weitere Bilder |
| Segringer Straße 37 (Standort)                    | Ehemaliges Gasthaus zu den drei Mohren                                                  | Dreigeschossiger verputzter Giebelbau mit Satteldach, 1729, Ausleger, schmiedeeisern, Mitte 18. Jahrhundert, Goethe-Gedenktafel 1797 | D-5-71-136-546 | weitere Bilder |
| Segringer Straße 38 (Standort)                    | Gasthaus zum Koppen                                                                     | Dreigeschossiger verputzter Giebelbau mit Satteldach, im Kern 16. Jahrhundert, Umbau 18. Jahrhundert, zweigeschossiger seitlicher Anbau nach 1825                                                                                            | D-5-71-136-547 | weitere Bilder |
| Segringer Straße 39 (Standort)                    | Wohnhaus                                                                                | Dreigeschossiger verputzter Giebelbau in Ecklage mit Satteldach, Kranausleger und -luken, bezeichnet 1766, schmiedeeiserner Antrittsrost über dem Kellerabgang, 19. Jahrhundert                                                              | D-5-71-136-548 | weitere Bilder |
| Segringer Straße 40 (Standort)                    | Ehemaliges Ackerbürgerhaus                                                              | Zweigeschossiger verputzter Giebelbau mit steilem Satteldach, Kranausleger und -luken, wohl Fachwerk-Obergeschoss und -Giebel, 18. Jahrhundert                                                                                               | D-5-71-136-549 | weitere Bilder |
| Segringer Straße 42 (Standort)                    | Wohn- und Geschäftshaus                                                                 | Dreigeschossiger verputzter Giebelbau mit steilem Satteldach, Rundbogeneingang, Kranausleger und -luken, 17./18. Jahrhundert | D-5-71-136-551 | weitere Bilder |
| Segringer Straße 43 (Standort)                    | Wohn- und Geschäftshaus                                                                 | Zweigeschossiger Traufseitbau in Ecklage, mit steilem Satteldach und Kranausleger, verputzter Fachwerkgiebel mit Geschossgliederung, um 1500                                                                                                 | D-5-71-136-552 | weitere Bilder |
| Segringer Straße 44 (Standort)                    | Ehemalige Stallscheune                                                                  | Zweigeschossiges Rückgebäude mit steilem Satteldach und Fachwerk-Obergeschoss und -Giebel, 18. Jahrhundert | D-5-71-136-551 | weitere Bilder |
| Segringer Straße 45 (Standort)                    | Ehemaliges Ackerbürgerhaus                                                              | Zweigeschossiges giebelständiges Wohnstallhaus mit steilem Satteldach, Kranausleger und -luken, verputzter Fachwerkgiebel vorkragend, vor 1500                                                                                               | D-5-71-136-554 | weitere Bilder |
| Segringer Straße 46 (Standort)                    | Wohn- und Geschäftshaus                                                                 | Zweigeschossiger verputzter Giebelbau mit steilem Satteldach, bezeichnet „1611“ | D-5-71-136-555 | weitere Bilder |
| Segringer Straße 47 (Standort)                    | Wohn- und Geschäftshaus                                                                 | Zweigeschossiger verputzter Giebelbau mit Satteldach, Obergeschoss und Giebel wohl Fachwerk, im Kern 16./17. Jahrhundert | D-5-71-136-556 | weitere Bilder |
| Segringer Straße 48 (Standort)                    | Wohn- und Geschäftshaus                                                                 | Zweigeschossiger verputzter Giebelbau mit steilem Satteldach, im Kern vor 1600, bezeichnet „1866“ | D-5-71-136-557 | weitere Bilder |
| Segringer Straße 48 (Standort)                    | Ehemalige Stallscheune                                                                  | Zweigeschossiges Rückgebäude mit steilem Satteldach und Kranausleger, 18. Jahrhundert, modern umgebaut | D-5-71-136-557 | weitere Bilder |
| Segringer Straße 49 (Standort)                    | Wohnhaus                                                                                | Zweigeschossiger Giebelbau auf hohem Kellergeschoss mit steilem Satteldach und verputztem Fachwerk-Obergeschoss und -Giebel, vor 1600, Umbau bezeichnet „1737“                                                                               | D-5-71-136-558 | weitere Bilder |
| Segringer Straße 50 (Standort)                    | Wohn- und Geschäftshaus                                                                 | Zweigeschossiger Giebelbau mit steilem Satteldach, vor 1600 | D-5-71-136-559 | weitere Bilder |
| Segringer Straße 52 (Standort)                    | Wohn- und Geschäftshaus                                                                 | Zweigeschossiger Traufseitbau mit steilem Satteldach, verputztes Fachwerk-Obergeschoss und -Giebel vorkragend, vor 1600 | D-5-71-136-561 | weitere Bilder |
| Segringer Straße 52 (Standort)                    | Ehemalige Stallscheune                                                                  | Erdgeschossiges Rückgebäude mit Schopfwalmdach, Fachwerkgiebel und vorkragendem zweitem Giebelgeschoss, um 1400, modern ausgebaut | D-5-71-136-561 | weitere Bilder |
| Segringer Straße 53 (Standort)                    | Wohn- und Geschäftshaus                                                                 | Zweigeschossiger Giebelbau mit Satteldach und Kranausleger, leicht vorkragendes Fachwerk-Obergeschoss und Fachwerk-Giebel, verputzter Ständerbau, vor 1500                                                                                   | D-5-71-136-562 | weitere Bilder |
| Segringer Straße 55 (Standort)                    | Wohn- und Geschäftshaus                                                                 | Dreigeschossiger verputzter Giebelbau in Ecklage mit Satteldach, Kranausleger und -luken sowie leicht vorkragendem Giebeldreieck, im Kern 16./17. Jahrhundert                                                                                | D-5-71-136-564 | weitere Bilder |
| Segringer Straße 57 (Standort)                    | Wohn- und Geschäftshaus                                                                 | Zweigeschossiger Eckbau mit steilem Satteldach, verputztes Fachwerk-Obergeschoss und unverputzte Fachwerk-Giebelgeschosse vorkragend, um 1550                                                                                                | D-5-71-136-566 | weitere Bilder |
| Segringer Straße 59 (Standort)                    | Ehemalige Stallscheune                                                                  | Zweigeschossiger Giebelbau mit Satteldach, Putzgliederung und Kranausleger, leicht vorkragendes Giebeldreieck, 18. Jahrhundert | D-5-71-136-568 | weitere Bilder |
| Segringer Straße 61 (Standort)                    | Wohn- und Geschäftshaus                                                                 | Zweigeschossiger Giebelbau mit steilem Satteldach, verputztem Fachwerkgiebel und leicht vorkragendem -Obergeschoss, vor 1500 | D-5-71-136-569 | weitere Bilder |
| Segringer Straße 63 (Standort)                    | Wohnhaus                                                                                | Zweigeschossiger verputzter Giebelbau mit steilem Satteldach und vorkragendem Giebel, wohl Säulenbau, vor 1500 | D-5-71-136-570 | weitere Bilder |
| Segringer Straße 65 (Standort)                    | Wohnhaus                                                                                | Zweigeschossiger Giebelbau mit steilem Satteldach, verputztem Fachwerk-Obergeschoss und -Giebel, 17./18. Jahrhundert | D-5-71-136-571 | weitere Bilder |
| Siebenbrüdergasse 1 (Standort)                    | Wohnhaus                                                                                | Zweigeschossiger verputzter Traufseitbau mit Satteldach und Krangaube mit -ausleger, im Kern 15./16. Jahrhundert, Umbau im 19. Jahrhundert                                                                                                   | D-5-71-136-572 | weitere Bilder |
| Siebenbrüdergasse 2 (Standort)                    | Wohnhaus                                                                                | Zweigeschossiger verputzter Giebelbau mit steilem Satteldach, im Kern 15./16. Jahrhundert | D-5-71-136-573 | weitere Bilder |
| Siebenbrüdergasse 4 (Standort)                    | Wohnhaus                                                                                | Zweigeschossiger Giebelbau mit steilem Satteldach und auf Konsolen vorkragendem verputztem Fachwerk-Obergeschoss, Kranausleger, vor 1600, Erdgeschoss spätmittelalterlich                                                                    | D-5-71-136-574 | weitere Bilder |
| Siebenbrüdergasse 6 (Standort)                    | Wohnhaus                                                                                | Dreigeschossiger Giebelbau mit steilem Satteldach und teilweise verputztem zweitem Fachwerk-Obergeschoss, im Kern 15./16. Jahrhundert, Putzgliederung 17. Jahrhundert                                                                        | D-5-71-136-575 | weitere Bilder |
| Spitalgasse 2 (Standort)                          | Rückgebäude zu Dr.-Martin-Luther-Straße 2                                               | Zweigeschossiger Fachwerkbau mit steilem Satteldach, wohl 18. Jahrhundert | D-5-71-136-87  | weitere Bilder |
| Spitalgasse 3 (Standort)                          | Ehemalige Spitalbadstube                                                                | Zweigeschossiger verputzter Traufseitbau mit steilem Satteldach und Walmdachgaube, 16. bis 18. Jahrhundert | D-5-71-136-578 | weitere Bilder |
| Spitalgasse 3 (Standort)                          | Remise                                                                                  | Kleiner verputzter Massivbau mit Satteldach, bezeichnet „1880“ | D-5-71-136-578 | weitere Bilder |
| Steingasse 4 (Standort)                           | Wohnhaus                                                                                | Dreigeschossiger Giebelbau mit steilem Satteldach und verputztem vorkragendem Fachwerk-Obergeschoss, vor 1500 | D-5-71-136-581 | weitere Bilder |
| Steingasse 6 (Standort)                           | Ehemalige Weinstube                                                                     | Zweigeschossiger Giebelbau mit steilem Satteldach und vorkragendem verputztem Fachwerk-Obergeschoss und -Giebelgeschossen, vor 1600, bezeichnet „1811“                                                                                       | D-5-71-136-582 | weitere Bilder |
| Steingasse 6 (Standort)                           | Nebengebäude                                                                            | Schmaler erdgeschossiger Putzbau mit steilem Satteldach, nach 1825 | D-5-71-136-582 | weitere Bilder |
| Steingasse 8; Steingasse 10 (Standort)            | Doppelhaus                                                                              | Sehr breit gelagerter zweigeschossiger Giebelbau mit Satteldach, Kranauslegern und vorkragendem verputztem Fachwerk-Giebel, vor 1600, Schaufenstereinbau im Stil der Neurenaissance 19. Jahrhundert                                          | D-5-71-136-583 | weitere Bilder |
| Steingasse 9 (Standort)                           | Wohnhaus                                                                                | Dreigeschossiger Giebelbau mit steilem Satteldach und Kranausleger, verputztes Fachwerk, um 1600 | D-5-71-136-584 | weitere Bilder |
| Steingasse 11 (Standort)                          | Wohn- und Geschäftshaus                                                                 | Zweigeschossiger Giebelbau mit steilem Satteldach, Kranausleger und vorkragendem verputztem Fachwerk-Obergeschoss und -Giebelgeschossen, vor 1500, Eingangstür bezeichnet „1833“                                                             | D-5-71-136-586 | weitere Bilder |
| Steingasse 12 (Standort)                          | Gasthaus Weißes Ross                                                                    | Zweigeschossiger Steildachbau in Ecklage mit Kranausleger und verputztem Fachwerk-Giebel, um 1600; mit Ausstattung | D-5-71-136-587 | weitere Bilder |
| Steingasse 12 (Standort)                          | Gasthaus Weißes Ross, schmiedeeiserner Ausleger                                         | 19. Jahrhundert | D-5-71-136-587 | weitere Bilder |
| Steingasse 12 (Standort)                          | Gasthaus Weißes Ross, Fassadenrest des ehemaligen Nebengebäudes, jetzt Toreingang       | Verputzter Massivbau mit Rundbogen, 18. Jahrhundert | D-5-71-136-587 | weitere Bilder |
| Steingasse 13 (Standort)                          | Wohnhaus                                                                                | Zweigeschossiger Traufseitbau mit östlich abgewalmtem Satteldach und Putzgliederung, 18./19. Jahrhundert | D-5-71-136-588 | weitere Bilder |
| Steingasse 17 (Standort)                          | Ehemalige Stallscheune                                                                  | Zweigeschossiger Traufseitbau mit steilem Satteldach und Fachwerk-Obergeschoss und -Giebel, 18. Jahrhundert | D-5-71-136-587 | weitere Bilder |

### T
| Lage                      | Objekt                                         | Beschreibung | Akten-Nr.      | Bild           |
| ------------------------- | ---------------------------------------------- | --- | -------------- | -------------- |
| Nähe Turmgasse (Standort) | Scheune                                        | Unverputzter Fachwerkbau auf massivem Sockelgeschoss mit Satteldach, 17./18. Jahrhundert (zum Gasthof Goldenes Lamm gehörend) | D-5-71-136-262 | weitere Bilder |
| Turmgasse 1 (Standort)    | Wohn- und Geschäftshaus                        | Dreigeschossiger verputzter Traufseitbau mit Satteldach und Aufzugsgaube mit Kranausleger, 18. Jahrhundert | D-5-71-136-589 | weitere Bilder |
| Turmgasse 2 (Standort)    | Wohn- und Geschäftshaus                        | Zweigeschossiger Giebelbau mit steilem Satteldach, Kranausleger und leicht vorkragendem verputztem Fachwerk-Obergeschoss, vor 1500 | D-5-71-136-590 | weitere Bilder |
| Turmgasse 3 (Standort)    | Gasthaus und ehemalige Brauerei Brauner Hirsch | Dreigeschossiger Traufseitbau mit Satteldach, Wageneinfahrt und Krangaube mit Ausleger, verputzt, spätes 17. Jahrhundert, schmiedeeiserner Gasthausausleger 18. Jahrhundert | D-5-71-136-591 | weitere Bilder |
| Turmgasse 4 (Standort)    | Wohn- und Geschäftshaus                        | Zweigeschossiger verputzter Giebelbau mit steilem Satteldach, Kranluke und -ausleger, leicht vorkragendes Fachwerk-Obergeschoss und -Giebelgeschosse, um 1600 | D-5-71-136-592 | weitere Bilder |
| Turmgasse 5 (Standort)    | Wohn- und Geschäftshaus                        | Zweigeschossiger verputzter Giebelbau mit steilem Satteldach und leicht vorkragendem Fachwerk-Obergeschoss und -Giebelgeschossen, vor 1500, Fassadengestaltung 19. Jahrhundert | D-5-71-136-593 | weitere Bilder |
| Turmgasse 6 (Standort)    | Wohn- und Geschäftshaus                        | Dreigeschossiger verputzter Giebelbau mit steilem Satteldach, Fachwerk-Obergeschosse und -Dachgeschosse leicht vortretend, um 1600, seitlicher dreigeschossiger Anbau mit flachem Walmdach, 18. Jahrhundert, vereinheitlichende Fassadengestaltung zweite Hälfte 19. Jahrhundert                                       | D-5-71-136-594 | weitere Bilder |
| Turmgasse 7 (Standort)    | Wohn- und Geschäftshaus                        | Zweigeschossiger verputzter Giebelbau mit Satteldach, vor 1600 | D-5-71-136-595 | weitere Bilder |
| Turmgasse 8 (Standort)    | Wohn- und Geschäftshaus                        | Dreigeschossiger Giebelbau mit steilem Satteldach, Kranluken und -ausleger, zweites Fachwerk-Obergeschoss und unverputzte Fachwerk-Giebelgeschosse vorkragend, Rundbogenportal und massiv eingefasster Kellerabgang, vor 1600, modern bezeichnet „1610“, neugotischer Schaufensterkasten zweite Hälfte 19. Jahrhundert | D-5-71-136-596 | weitere Bilder |
| Turmgasse 9 (Standort)    | Wohn- und Geschäftshaus                        | Kleiner zweigeschossiger Giebelbau mit steilem Satteldach und vorkragendem Giebeldreieck, wohl verputztes Fachwerk, vor 1600 | D-5-71-136-597 | weitere Bilder |
| Turmgasse 10 (Standort)   | Wohnhaus                                       | Zweigeschossiger verputzter Giebelbau mit Satteldach, Kranluke und -ausleger, vor 1600 | D-5-71-136-598 | weitere Bilder |
| Turmgasse 11 (Standort)   | Wohn- und Geschäftshaus                        | Dreigeschossiger verputzter Giebelbau mit steilem Satteldach und leicht vorkragendem Fachwerk-Obergeschoss, vor 1600 | D-5-71-136-599 | weitere Bilder |
| Turmgasse 12 (Standort)   | Wohn- und Geschäftshaus                        | Breiter zweigeschossiger Giebelbau mit Satteldach, im Kern vor 1500, massive Fassade dem Fachwerkbau vorgeblendet um 1800 | D-5-71-136-600 | weitere Bilder |
| Turmgasse 13 (Standort)   | Wohn- und Geschäftshaus                        | Aus ehemals zwei Gebäuden entstandener, dreigeschossiger und verputzter Eckbau mit steilem Satteldach und Kranausleger, vor 1600 | D-5-71-136-601 | weitere Bilder |
| Turmgasse 14 (Standort)   | Wohn- und Geschäftshaus                        | Dreigeschossiger Eckbau mit Satteldach und Kranausleger, zweites Fachwerk-Obergeschoss und -Giebel unverputzt, 16./17. Jahrhundert, Wandfresko mit Sonnenuhr, Mitte 19. Jahrhundert | D-5-71-136-602 | weitere Bilder |
| Turmgasse 15 (Standort)   | Wohnhaus                                       | Schmaler zweigeschossiger Putzbau in Ecklage, mit steilem Satteldach, Krangaube und -ausleger, weit vorkragendem Fachwerk-Obergeschoss und leicht vortretendem Fachwerk-Giebel, vor 1600, verändert 19. Jahrhundert | D-5-71-136-603 | weitere Bilder |
| Turmgasse 17 (Standort)   | Wohnhaus                                       | Dreigeschossiger Traufseitbau mit Satteldach, Krangaube und -ausleger, verputztes Fachwerk, vor 1500 | D-5-71-136-604 | weitere Bilder |
| Turmgasse 19 (Standort)   | Wohnhaus                                       | Zweigeschossiger verputzter Traufseitbau mit steilem Satteldach, im Kern 17. Jahrhundert, Fassadengliederung zweite Hälfte 18. Jahrhundert | D-5-71-136-605 | weitere Bilder |
| Turmgasse 20 (Standort)   | Wohnhaus                                       | Zweigeschossiger verputzter Giebelbau mit steilem Satteldach und Kranausleger, Fachwerkgiebel leicht vorkragend, im Kern vor 1600 | D-5-71-136-606 | weitere Bilder |
| Turmgasse 21 (Standort)   | Wohnhaus                                       | Zweigeschossiger Giebelbau in Ecklage mit steilem Satteldach und seitlicher Krangaube mit -ausleger, verputztes Fachwerk-Obergeschoss weit vorkragend, wohl Säulenbau, vor 1500 | D-5-71-136-607 | weitere Bilder |

### U
| Lage                              | Objekt                                         | Beschreibung | Akten-Nr.      | Bild           |
| --------------------------------- | ---------------------------------------------- | --- | -------------- | -------------- |
| Ulmer Weg 3 (Standort)            | Gymnasium                                      | Gestaffelter Bau mit verschieden hohen Flügeln in windflügelförmiger Anordnung mit flachen Dachterrassen aus schalungsrauem Ortbeton, um eine offene, über umlaufende Galerien erschlossene Halle als Mittelpunkt, mit Musiksaal auf dem Dach und einer aufgeständerten, weit verglasten Turnhalle, frei stehendes Hausmeisterhaus, von Bernhard Heid, 1967–1970 | D-5-71-136-740 | weitere Bilder |
| Unterer Mauerweg 2 (Standort)     | Ehemaliger Bauernhof                           | Zweigeschossiges Wohnstallhaus mit unverputztem Fachwerkobergeschoss und steilem Satteldach, im Kern 17. Jahrhundert | D-5-71-136-609 | weitere Bilder |
| Unterer Mauerweg 4 (Standort)     | Ehemalige Scheune                              | Zweigeschossiger giebelständiger Fachwerkbau auf massivem Erdgeschoss, mit steilem, nach Süden halb abgewalmtem Satteldach, 15./16. Jahrhundert | D-5-71-136-743 | weitere Bilder |
| Nähe Unterer Mauerweg (Standort)  | Ehemalige Fleischbank                          | Massiver erdgeschossiger Pultdachbau mit Fachwerkgiebel, bezeichnet „1795“; zugehörig Stadtmauer | D-5-71-136-766 | weitere Bilder |
| Untere Schmiedgasse 2 (Standort)  | Wohnhaus                                       | Zweigeschossiger breiter Giebelbau mit steilem Satteldach, Kranluke und -ausleger sowie vorkragendem Giebel, verputzter Stockwerksbau, vor 1500 | D-5-71-136-614 | weitere Bilder |
| Untere Schmiedgasse 3 (Standort)  | Wohnhaus                                       | Zweigeschossiger Giebelbau mit steilem Satteldach, Kranausleger und Zwerchhaus, wohl verputzter Säulenbau, vor 1600 | D-5-71-136-615 | weitere Bilder |
| Untere Schmiedgasse 4 (Standort)  | Wohnhaus                                       | Zweigeschossiger verputzter Giebelbau mit Satteldach, Kranausleger und -luken, 18./19. Jahrhundert | D-5-71-136-616 | weitere Bilder |
| Untere Schmiedgasse 5 (Standort)  | Wohnhaus                                       | Zweigeschossiger traufständiger Putzbau mit Fachwerk-Obergeschoss und Mansardgiebeldach, zweite Hälfte 18. Jahrhundert, im Kern älter | D-5-71-136-744 | weitere Bilder |
| Untere Schmiedgasse 9 (Standort)  | Ehemaliges Nebengebäude                        | Zweigeschossiger verputzter Giebelbau mit Satteldach und leicht vorkragendem Fachwerkgiebel, wohl 18. Jahrhundert | D-5-71-136-619 | weitere Bilder |
| Untere Schmiedgasse 9 (Standort)  | Ehemalige Scheune                              | Dreigeschossiger Traufseitbau mit Satteldach, Durchfahrt und verputztem vorkragendem Fachwerkobergeschoss, zweite Hälfte 16. Jahrhundert | D-5-71-136-619 | weitere Bilder |
| Untere Schmiedgasse 10 (Standort) | Ehemaliges Ackerbürgerhaus                     | Zweigeschossiger Traufseitbau mit Walmdach, vorkragendem Fachwerk-Obergeschoss und Zwerchhaus, verdeckter Kellerabgang, 16. Jahrhundert | D-5-71-136-620 | weitere Bilder |
| Untere Schmiedgasse 11 (Standort) | Bestelmeyerhaus, ehemalige städtische Schranne | Verputzter dreigeschossiger Eckbau mit Halbwalmdach und vorkragendem zweitem Fachwerk-Obergeschoss und -Giebel, dendrochronologisch datiert 1403/12, Umbau dendrochronologisch datiert 1488 | D-5-71-136-619 | weitere Bilder |
| Untere Schmiedgasse 12 (Standort) | Wohnhaus                                       | Breiter zweigeschossiger Giebelbau mit steilem Satteldach, Kranluken und -ausleger, bezeichnet „1752“, im Kern wohl 16. Jahrhundert | D-5-71-136-622 | weitere Bilder |
| Untere Schmiedgasse 13 (Standort) | Wohn- und Geschäftshaus                        | Breiter zweigeschossiger Giebelbau mit steilem Satteldach, Kranluken und vorkragenden Giebelgeschossen, verputzt, 16./17. Jahrhundert, zwei Wappensteine des 16. Jahrhunderts | D-5-71-136-621 | weitere Bilder |
| Untere Schmiedgasse 18 (Standort) | Wohnhaus                                       | Kleiner zweigeschossiger Giebelbau mit steilem Satteldach und vorkragendem verputztem Fachwerk-Obergeschoss und -Giebel, vor 1500 | D-5-71-136-624 | weitere Bilder |
| Untere Schmiedgasse 20 (Standort) | Wohnhaus                                       | Schmaler dreigeschossiger Giebelbau mit Kranausleger und -luken sowie Steildach, Obergeschosse und Giebel verputztes Fachwerk, vor 1500 | D-5-71-136-625 | weitere Bilder |
| Untere Schmiedgasse 22 (Standort) | Gasthaus zum Goldenen Anker                    | Zweigeschossiger verputzter Giebelbau in Ecklage mit steilem Satteldach und vorkragendem Fachwerk-Giebel, ehemaliger Ständerbau, vor 1500 | D-5-71-136-626 | weitere Bilder |

### V
| Lage                               | Objekt                  | Beschreibung | Akten-Nr.      | Bild           |
| ---------------------------------- | ----------------------- | --- | -------------- | -------------- |
| Vordere Priestergasse 2 (Standort) | Wohn- und Geschäftshaus | Sogenannte Alte Nagelschmiede, dreigeschossiger breiter Giebelbau mit Krüppelwalmdach, vorkragendem verputztem Fachwerk-Obergeschoss und verbrettertem Giebel, um 1400, Umbau bezeichnet „1581“                                  | D-5-71-136-628 | weitere Bilder |
| Vordere Priestergasse 3 (Standort) | Wohnhaus                | Zweigeschossiger verputzter Giebelbau mit flachem Satteldach, im Kern 16./17. Jahrhundert, stark erneuert | D-5-71-136-629 | weitere Bilder |
| Vordere Priestergasse 5 (Standort) | Wohnhaus                | Dreigeschossiger Giebelbau mit steilem Satteldach und verputzten Fachwerk-Obergeschossen und Giebel, rückseitig dreigeschossiger freiliegender Stockwerksbau mit vorkragendem zweitem Obergeschoss und Giebelgeschossen, um 1400 | D-5-71-136-630 | weitere Bilder |
| Vordere Priestergasse 6 (Standort) | Wohnhaus                | Zweigeschossiger verputzter Giebelbau mit steilem Satteldach, rückseitig vorkragende Giebelgeschosse mit freiliegendem Fachwerk, zweite Hälfte 16. Jahrhundert                                                                   | D-5-71-136-631 | weitere Bilder |
| Vordere Priestergasse 7 (Standort) | Wohnhaus                | Zweigeschossiger Eckbau mit Steilsatteldach und freiliegendem Fachwerk-Obergeschoss und -Giebel, 16./17. Jahrhundert | D-5-71-136-632 | weitere Bilder |

### W

#### Weinmarkt

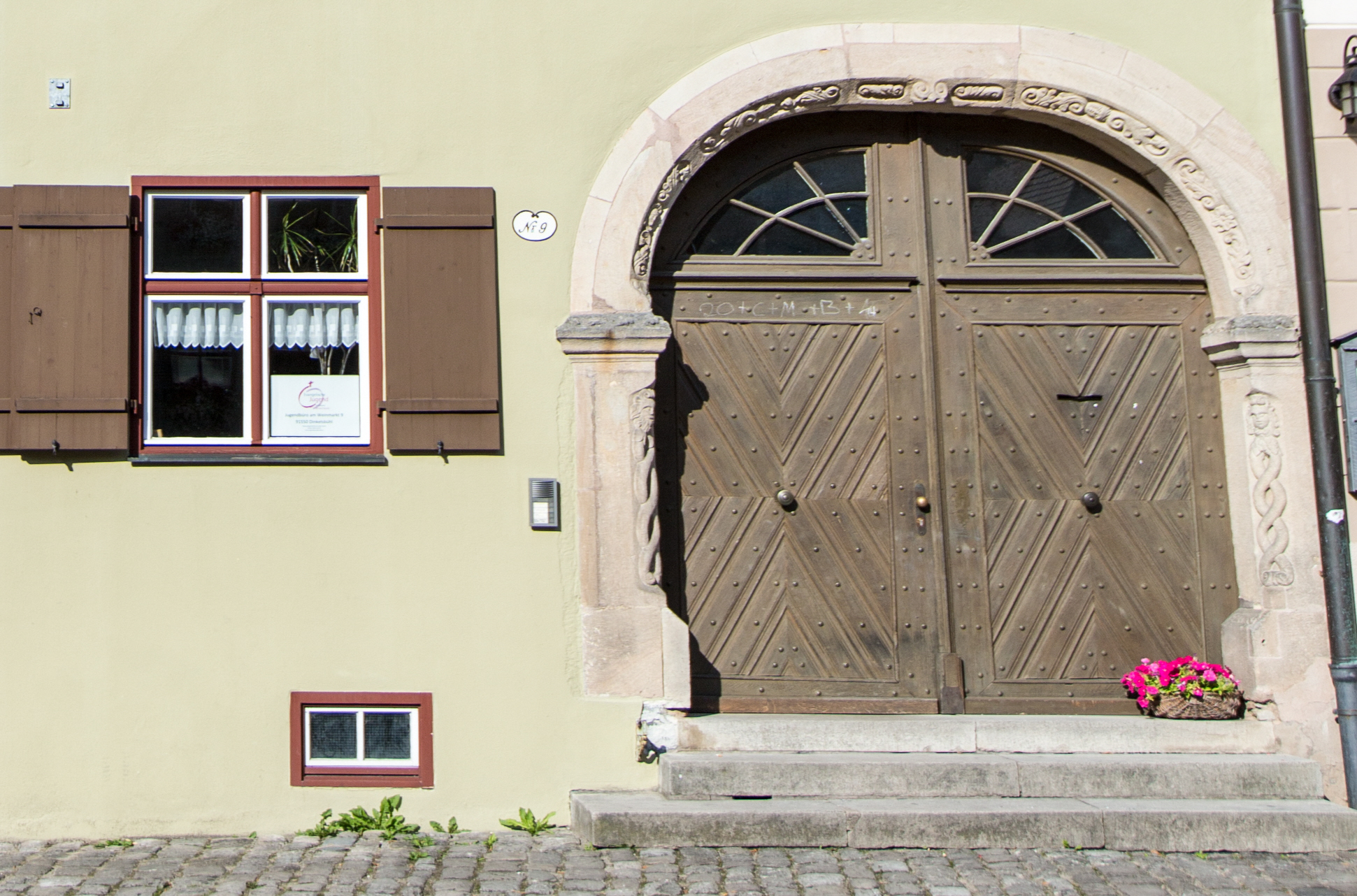
Historisches Portal des Hauses Weinmarkt 9 von 1494 im Stil der italienischen Renaissance, Aufnahme 2014

Der Weinmarkt ist der größtflächigste Platz in der Dinkelsbühler Altstadt. Die Bürgerhäuser gehören zu den größten Wohnhäusern der historischen Bausubstanz. Dazu zählt auch das Deutsche Haus. Ein Sonderfall ist die Schranne.
Eine Besonderheit stellt das Portal des Bürgerhauses am Weinmarkt 9 dar. Auf einem Türbogen im Erdgeschoss ist der Name des ersten Hausbesitzers in Stein gemeißelt: Linhart, dazu die Jahreszahl 1494. 1733 wurde das Haus von der evangelischen Kirchengemeinde erworben und dient seitdem als Pfarrhaus. Im Jahrbuch des Historischen Vereins für Mittelfranken ist das Steinportal von dem Symbolforscher Harald von Sicard historisch beschrieben und dem italienischen Renaissance-Stil zugeordnet worden. Wahrscheinlich seien Handwerker aus Italien nach Dinkelsbühl gekommen und hätten sowohl dieses Steinportal als auch das hölzerne Treppenhaus des Pfarrhauses geschaffen.

| Lage                    | Objekt                                                                                            | Beschreibung | Akten-Nr.      | Bild           |
| ----------------------- | ------------------------------------------------------------------------------------------------- | --- | -------------- | -------------- |
| Weinmarkt 1 (Standort)  | Gasthaus zur Glocke                                                                               | Dreigeschossiger verputzter Giebelbau mit steilem Satteldach, Treppengiebel und Freitreppe, um 1600, Umbauten spätes 18./19. Jahrhundert | D-5-71-136-633 | weitere Bilder |
| Weinmarkt 2 (Standort)  | Wohnhaus                                                                                          | Dreigeschossiger Giebelbau in Ecklage, mit steilem Satteldach, Kranluken und -ausleger sowie vorkragenden verputzten Fachwerk-Obergeschossen und -Giebel, Korbbogenportal, vor 1600, Umgestaltung 17. Jahrhundert                                             | D-5-71-136-634 | weitere Bilder |
| Weinmarkt 3 (Standort)  | Ehemaliges Patrizierwohnhaus, sogenanntes Deutsches Haus                                          | Giebelständiger dreigeschossiger Satteldachbau mit vorkragenden Ober- und Giebelgeschossen mit reichem Fachwerk und figürlichen Schnitzereien, im Kern um 1440, Mitte 16. Jahrhundert, 1765 und 1877 teilweise stark verändert                                | D-5-71-136-635 | weitere Bilder |
| Weinmarkt 4 (Standort)  | Wohn- und Geschäftshaus                                                                           | Viergeschossiger schmaler Giebelbau mit steilem Satteldach, Flacherker, Kranluke und -ausleger sowie vorkragenden verputzten Fachwerk-Obergeschossen und -Giebelgeschossen, vor 1600, verändert 18./19. Jahrhundert                                           | D-5-71-136-636 | weitere Bilder |
| Weinmarkt 5 (Standort)  | Wohn- und Geschäftshaus                                                                           | Zweigeschossiger Giebelbau mit steilem Satteldach und leicht vorkragendem verputztem Fachwerk-Obergeschoss und -Giebelgeschossen, rückwärtiges Obergeschoss weit vorkragend, bezeichnet „1554“                                                                | D-5-71-136-637 | weitere Bilder |
| Weinmarkt 6 (Standort)  | Gasthaus Goldener Hirsch                                                                          | Breiter dreigeschossiger Giebelbau mit steilem Satteldach, vor 1600, im Kern spätmittelalterlich, Putzgliederung 19. Jahrhundert, Hausfigur Heiliger Rochus, gefasste Holzfigur des 17. Jahrhunderts, Hirschfigur, gusseisern, frühes 19. Jahrhundert         | D-5-71-136-638 | weitere Bilder |
| Weinmarkt 7 (Standort)  | Ehemalige städtische Schranne                                                                     | Zweigeschossiger freistehender Giebelbau mit steilem Satteldach, barockem Volutengiebel und Putzgliederung, massiv, frühes 17. Jahrhundert, Veränderungen 19. und 20. Jahrhundert                                                                             | D-5-71-136-639 | weitere Bilder |
| Weinmarkt 8 (Standort)  | Wohn- und Geschäftshaus                                                                           | Dreigeschossiger verputzter Giebelbau mit steilem Satteldach und Rundbogenportal, im Kern Fachwerkbau, vor 1600 | D-5-71-136-640 | weitere Bilder |
| Weinmarkt 9 (Standort)  | Sommer’sches Haus, ehemaliges Patrizierhaus, seit 1733 zweites evangelisch-lutherisches Pfarrhaus | Dreigeschossiger verputzter Giebelbau mit steilem Satteldach und verputztem Fachwerkgiebel, Korbbogenportal in Stil der Renaissance, zweite Hälfte 16. Jahrhundert, Ausbauten 18. Jahrhundert                                                                 | D-5-71-136-641 | weitere Bilder |
| Weinmarkt 10 (Standort) | Ehemaliges Patrizierhaus                                                                          | Mächtiger, dreigeschossiger Giebelbau mit Satteldach und barocker Putzgliederung, bezeichnet „1541“, weitestgehender Neubau 17./18. Jahrhundert, Hausfigur | D-5-71-136-642 | weitere Bilder |
| Weinmarkt 10 (Standort) | Einfriedung                                                                                       | Massive Gartenmauer aus Sandsteinquadern, 16. Jahrhundert | D-5-71-136-642 | weitere Bilder |
| Weinmarkt 11 (Standort) | Gasthaus zur Sonne                                                                                | Zweigeschossiger Giebelbau mit steilem Satteldach und verputztem vorkragendem Giebel, Rundbogenportal im Stil der Renaissance, Kellerabgang, 16. Jahrhundert, Marienfigur in Rocaillenische, 18. Jahrhundert, Putzgliederung und Ausleger 18./19. Jahrhundert | D-5-71-136-643 | weitere Bilder |
| Weinmarkt 12 (Standort) | Ehemaliges Gasthaus zum Goldenen Kreuz und Reichsposthalterei                                     | Dreigeschossiger verputzter Giebelbau mit steilem Satteldach, Kranluken und vorkragendem Giebel, barocke Muschelnische mit Hausfigur, im Kern spätmittelalterlich, im 17./18. Jahrhundert überformt                                                           | D-5-71-136-644 | weitere Bilder |
| Weinmarkt 12 (Standort) | Rückgebäude                                                                                       | Erdgeschossiger verputzter Steildachbau mit verbrettertem Giebel, 16./17. Jahrhundert | D-5-71-136-644 | weitere Bilder |
| Weinmarkt 14 (Standort) | Ehemaliges Gasthaus Halbmond                                                                      | Großer dreigeschossiger Giebelbau mit Satteldach, Kranluken und -ausleger und Korbbogenportal, vorkragendes verputztes Fachwerk-Obergeschoss und -giebelgeschosse, ehemals Säulenbau, um 1400                                                                 | D-5-71-136-645 | weitere Bilder |
| Weinmarkt 14 (Standort) | Zwischengebäude                                                                                   | Dreigeschossiger Satteldachbau mit freiliegendem und vorkragendem Fachwerk-Obergeschoss, vor 1500 | D-5-71-136-645 | weitere Bilder |
| Weinmarkt 14 (Standort) | Ehemalige Stallscheune                                                                            | Erdgeschossiger Quaderbau mit Walmdach und Korbbogentoren, 17. Jahrhundert | D-5-71-136-645 | weitere Bilder |
| Weinmarkt 16 (Standort) | Wohn- und Geschäftshaus                                                                           | Dreigeschossiger verputzter Giebelbau mit steilem Satteldach, Kranausleger und -luken, wohl 17. Jahrhundert | D-5-71-136-646 | weitere Bilder |
| Weinmarkt 16 (Standort) | Rückgebäude                                                                                       | Zweigeschossiger schmaler Steildachbau mit Fachwerk-Obergeschoss und verbrettertem Giebel, 17. Jahrhundert | D-5-71-136-646 | weitere Bilder |

| Lage                                    | Objekt                                       | Beschreibung | Akten-Nr.      | Bild           |
| --------------------------------------- | -------------------------------------------- | --- | -------------- | -------------- |
| Wethgasse, vor Hausnummer 15 (Standort) | Ziehbrunnen                                  | Massive Brunneneinfassung mit hölzerner Brunnensäule und Schwingbaum, im Kern 16. Jahrhundert                                                                                             | D-5-71-136-658 | weitere Bilder |
| Wethgasse 1 (Standort)                  | Wohnhaus                                     | Zweigeschossiger Eckbau mit steilem Satteldach und geschossübergreifendem Flacherker, Putzgliederung, bezeichnet „1534“ und „1795“                                                        | D-5-71-136-647 | weitere Bilder |
| Wethgasse 2 (Standort)                  | Ehemaliges Ackerbürgerhaus                   | Zweigeschossiger Giebelbau mit steilem Satteldach, vorkragendem, teilweise verputztem Fachwerk-Obergeschoss und verbrettertem Giebel, um 1500                                             | D-5-71-136-648 | weitere Bilder |
| Wethgasse 3 (Standort)                  | Wohnhaus                                     | Zweigeschossiger verputzter Giebelbau mit steilem Satteldach und Rundbogenportal, bezeichnet „1531“                                                                                       | D-5-71-136-649 | weitere Bilder |
| Wethgasse 4 (Standort)                  | Ehemaliges Lagerhaus                         | Traufseitiger Satteldachbau mit zwei Geschossen und zwei Korbbogentoren, verputzter Massivbau, 17./18. Jahrhundert, Umbau bezeichnet „1819“                                               | D-5-71-136-650 | weitere Bilder |
| Wethgasse 5 (Standort)                  | Wohnhaus                                     | Zweigeschossiger verputzter Giebelbau mit steilem Satteldach und Fachwerkgiebel, vor 1500                                                                                                 | D-5-71-136-651 | weitere Bilder |
| Wethgasse 9 (Standort)                  | Wohnhaus                                     | Zweigeschossiger Giebelbau mit steilem Satteldach, Kranausleger und -luken, verputzter Stockwerksbau, um 1400, Putzgliederung 18. Jahrhundert                                             | D-5-71-136-654 | weitere Bilder |
| Wethgasse 9 (Standort)                  | Wappentafel                                  | Zweite Hälfte 17. Jahrhundert | D-5-71-136-654 | weitere Bilder |
| Wethgasse 15 (Standort)                 | Wohnhaus                                     | Stattlicher zweigeschossiger Giebelbau in Ecklage mit Satteldach und verputzten, vorkragenden Fachwerk-Giebelgeschossen, Putzgliederung, um 1600, Umbauten 17. bis 19. Jahrhundert        | D-5-71-136-655 | weitere Bilder |
| Wethgasse 19 (Standort)                 | Wohnhaus                                     | Zweigeschossiger verputzter Traufseitbau in Ecklage mit steilem Satteldach und giebelseitiger Erweiterung, um 1600                                                                        | D-5-71-136-657 | weitere Bilder |
| Wörnitzstraße 1a (Standort)             | Brauereigaststätte zum Wilden Mann           | Dreigeschossiger Giebelbau mit Satteldach, Kranluken und -ausleger sowie Putzgliederung, 18./19. Jahrhundert, schmiedeeiserner Ausleger erste Hälfte 18. Jahrhundert                      | D-5-71-136-659 | weitere Bilder |
| Wörnitzstraße 1a (Standort)             | Ehemaliges Sudhaus                           | Zweigeschossiger Giebelbau mit steilem Satteldach und Putzgliederung, vor 1600 | D-5-71-136-659 | weitere Bilder |
| Wörnitzstraße 1a (Standort)             | Ehemalige Brauerei mit sogenanntem Bleichtor | Dreigeschossiger verputzter Massivbau mit Satteldach und Korbbogendurchfahrt, im Kern mittelalterlicher Bautrakt mit Bauteilen des 16. bis 18. Jahrhunderts                               | D-5-71-136-659 | weitere Bilder |
| Wörnitzstraße 2 (Standort)              | Wohn- und Geschäftshaus                      | Schmaler dreigeschossiger Giebelbau mit steilem Satteldach und vorkragenden verputzten Fachwerk-Obergeschossen, vor 1500                                                                  | D-5-71-136-660 | weitere Bilder |
| Wörnitzstraße 3 (Standort)              | Wohnhaus                                     | Zweigeschossiger Giebelbau mit steilem Satteldach, Kranausleger und -luken, Giebelgeschosse vorkragend, verputzter Stockwerksbau, zweite Hälfte 15. Jahrhundert, Umbau bezeichnet „1747“  | D-5-71-136-661 | weitere Bilder |
| Wörnitzstraße 4 (Standort)              | Wohn- und Geschäftshaus                      | Zweigeschossiger verputzter Giebelbau mit steilem Satteldach und seitlichem Zwerchhaus, 16./17. Jahrhundert                                                                               | D-5-71-136-662 | weitere Bilder |
| Wörnitzstraße 5 (Standort)              | Wohn- und Geschäftshaus                      | Zweigeschossiger verputzter Giebelbau mit Kniestock und steilem Satteldach, im Kern 15. Jahrhundert                                                                                       | D-5-71-136-663 | weitere Bilder |
| Wörnitzstraße 7 (Standort)              | Wohn- und Geschäftshaus                      | Zweigeschossiger breiter Giebelbau mit steilem Satteldach, wohl verputztes Fachwerk, 16./17. Jahrhundert                                                                                  | D-5-71-136-665 | weitere Bilder |
| Wörnitzstraße 8 (Standort)              | Wohn- und Geschäftshaus                      | Zweigeschossiger breiter Giebelbau mit Kranluken und -ausleger, verputztem Fachwerk-Obergeschoss und -Giebel, erste Hälfte 16. Jahrhundert, durchgreifend verändert Mitte 20. Jahrhundert | D-5-71-136-666 | weitere Bilder |
| Wörnitzstraße 8 (Standort)              | Ehemalige Scheune                            | Erdgeschossiger Halbwalmdachbau mit vorkragendem Fachwerk-Giebel, vor 1500, Veränderung bezeichnet „1557“, um 1990 ausgebaut                                                              | D-5-71-136-666 | weitere Bilder |
| Wörnitzstraße 9 (Standort)              | Wohn- und Geschäftshaus                      | Zweigeschossiger verputzter Giebelbau mit steilem Satteldach und seitlichem Anbau, bezeichnet „1795“, mit älterem Kern, Ladenfront 19. Jahrhundert                                        | D-5-71-136-667 | weitere Bilder |
| Wörnitzstraße 9 (Standort)              | Rückgebäude                                  | Zweigeschossiger verputzter Fachwerkbau mit steilem Satteldach, 18. Jahrhundert | D-5-71-136-665 | weitere Bilder |
| Wörnitzstraße 10 (Standort)             | Wohn- und Geschäftshaus                      | Zweigeschossiger verputzter Giebelbau mit steilem Satteldach, wohl Säulenbau, im Kern 16. Jahrhundert                                                                                     | D-5-71-136-668 | weitere Bilder |
| Wörnitzstraße 12 (Standort)             | Wohn- und Geschäftshaus                      | Schmaler zweigeschossiger Giebelbau mit steilem Satteldach, verputzt, im Kern 16. Jahrhundert                                                                                             | D-5-71-136-669 | weitere Bilder |